# Religion en Mésopotamie
Vous lisez un « bon article » labellisé en 2013.

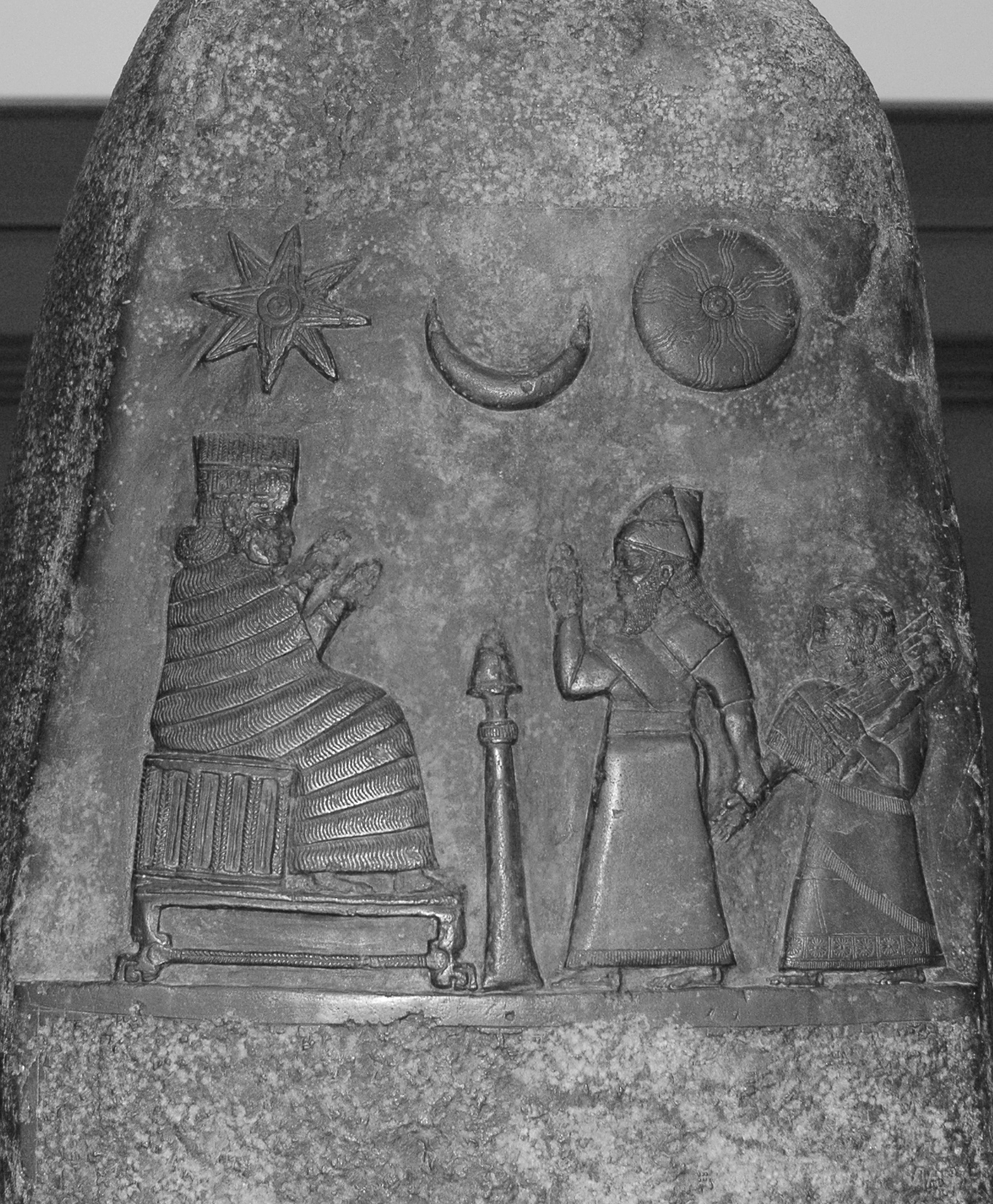
Le roi Melishipak II de Babylone (1186–1172 av. J.-C.) présentant sa fille à la déesse Nanaya, détail d'un kudurru retrouvé à Suse.

La religion de la Mésopotamie rassemble les pratiques et croyances religieuses polythéistes des divers peuples qui ont vécu en Mésopotamie pendant l'Antiquité, entre le IVe millénaire av. J.-C. et le début de notre ère : Sumériens, Akkadiens, Babyloniens, Assyriens pour les principaux.
Les anciens Mésopotamiens vénéraient de nombreux dieux, conçus comme créateurs et ordonnateurs de l'univers et de l'humanité. Les États du « Pays des deux fleuves », avec leurs souverains à leur tête, organisaient la société et l'économie de manière à assurer l'entretien des dieux. Quiconque enfreignait l'ordre voulu par les dieux en subissait les conséquences, tandis que ceux qui accomplissaient correctement les rites pouvaient prospérer. S'ensuivait un ensemble de croyances et de pratiques liées aux relations entre sphère divine et sphère humaine, qui passaient par des prières, des hymnes, des rituels, même si en fin de compte les Mésopotamiens ont admis l'impossibilité de bien comprendre les volontés de leurs créateurs.
La redécouverte de la religion de l'ancienne Mésopotamie a longtemps été marquée par la recherche des parallèles et informations que celle-ci pouvait fournir sur la Bible, notamment sur ses origines. Mais peu à peu la religion mésopotamienne est devenue un objet d'étude pour elle-même, et sa compréhension continue de progresser avec la publication de nouveaux textes et la réinterprétation de sources connues depuis longtemps.

## Conditions d'étude

### Définitions
Au cours de leur histoire longue et complexe, les anciens Mésopotamiens n'ont pas plus que les autres peuples de la Haute Antiquité élaboré un concept de « religion » : la religion de la Mésopotamie antique a donc été reconstruite par les travaux des historiens modernes à partir du XIXe siècle en fonction de leurs propres définitions de cette notion. Cette reconstruction s'appuie sur la sélection et l'interprétation d'une grande variété de sources considérées par les historiens comme reflétant l'univers religieux des peuples mésopotamiens,. En sachant que la définition de ce qu'est la religion est en général considérée comme impossible, ou du moins qu'il n'existe pas de consensus à son sujet : aussi ce qui est considéré comme « religieux » peut varier d'un spécialiste à l'autre.

### Sources

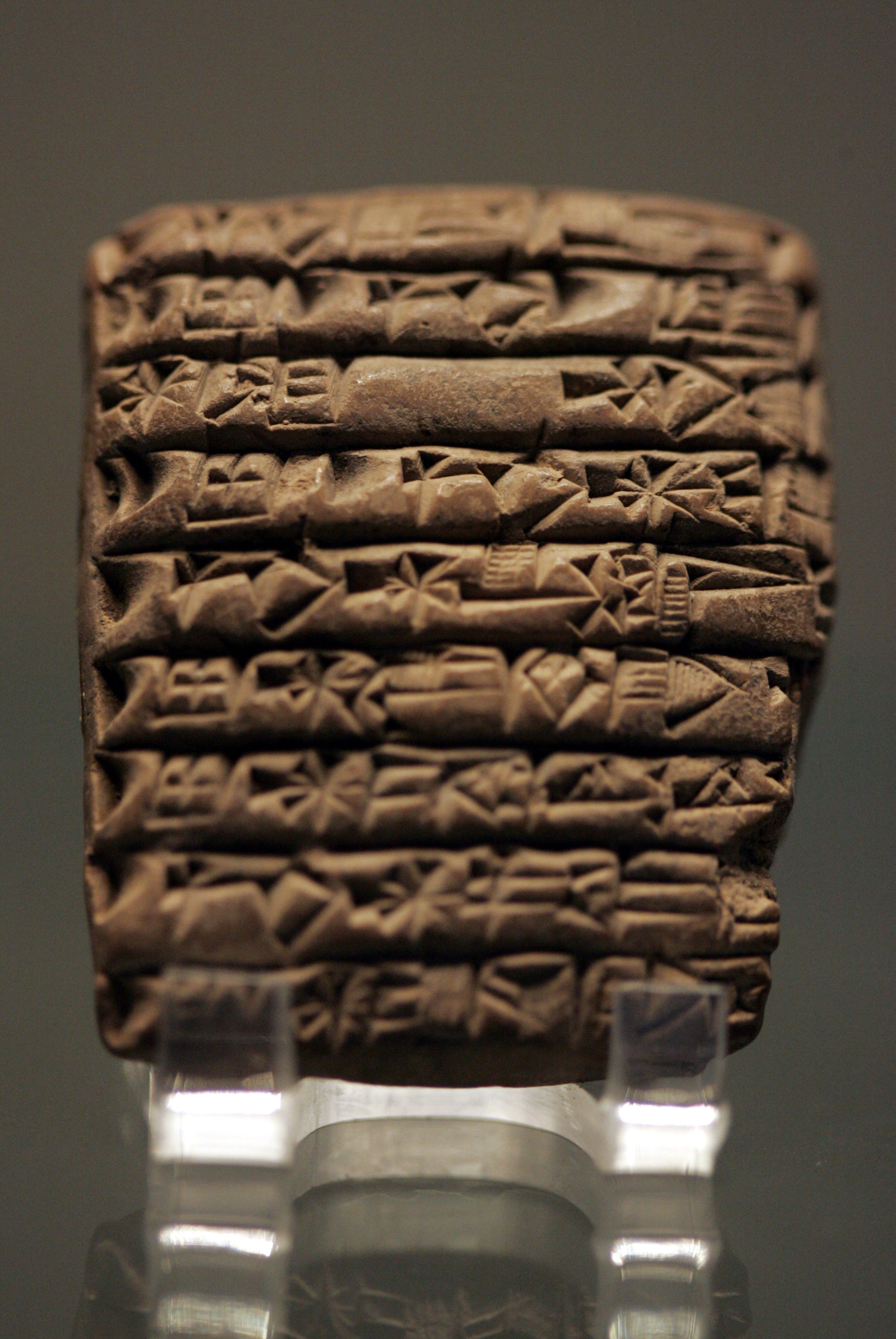
Tablette enregistrant des offrandes d'animaux pour des sacrifices à plusieurs divinités de Girsu, c. 2120 av. J.-C., Musée du Louvre.

Comme pour d'autres aspects de la société, les sources exploitables sur la religion mésopotamienne sont très diverses.
Les sources écrites, en majorité sur des tablettes cunéiformes, constituent la source principale pour étudier la religion des anciens Mésopotamiens. L'attention des chercheurs a porté en priorité sur les textes littéraires relatant des mythes, comme l'Épopée de Gilgamesh, l'Épopée de la Création, la Descente d'Ishtar aux Enfers, ou encore l'Atrahasis, notamment en raison de leurs parallèles avec la Bible. Mais ces écrits ne constituent pas une source sur la religion quotidienne des habitants de la Mésopotamie, car ils sont le produit d'un milieu lettré souvent proche du pouvoir politique, ne cherchant pas forcément à retranscrire une tradition orale populaire. Les hymnes, prières et poèmes de nature religieuse sont des documents importants mais il est vraisemblable que cette littérature ne représente qu'une faible partie de ce qui devait circuler oralement. Les pratiques cultuelles étaient notées dans des textes de nature technique qui servaient à aider les devins, astrologues, exorcistes, lamentateurs, etc., et aussi dans des textes administratifs enregistrant la livraison de produits pour des offrandes.

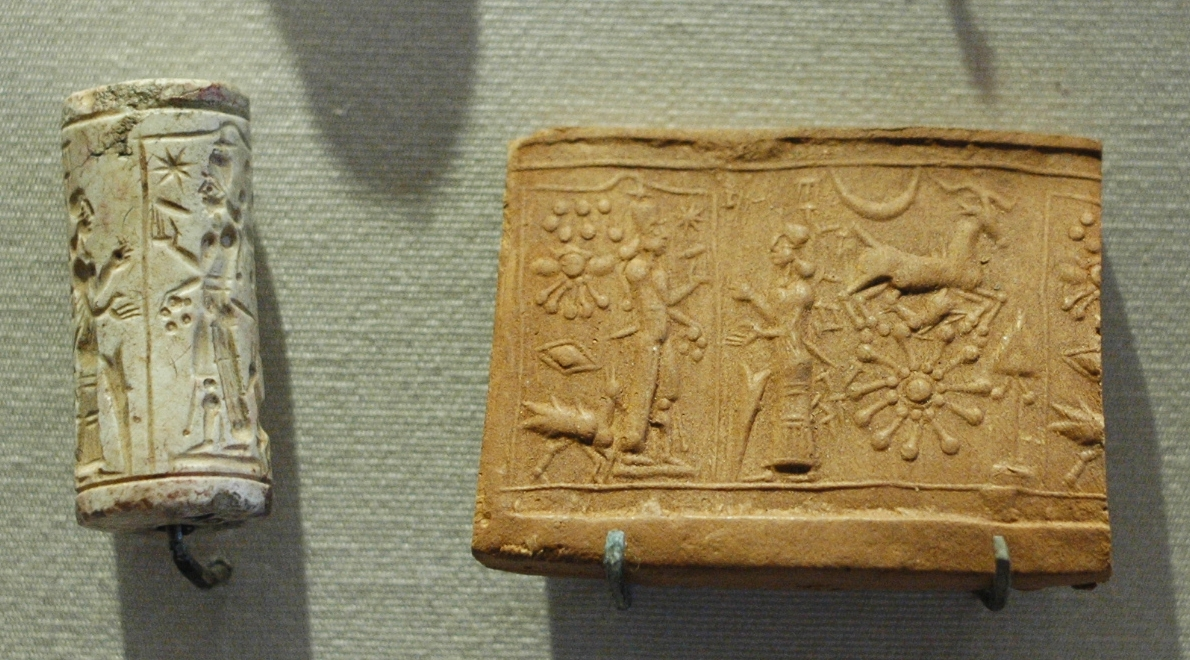
Sceau-cylindre représentant une scène de culte rendu au dieu du Soleil, Shamash.

L'art religieux est particulièrement important car il a sans doute touché un spectre social bien plus large que celui attesté dans les sources écrites. Si certaines œuvres étaient réservées aux temples et aux palais, notamment les nombreuses stèles votives, et étaient soustraites à la vue du plus grand nombre, d'autres devaient être accessibles au peuple. Du reste, les fouilles dans les résidences ont livré des objets qui avaient la fonction d'amulette, et des ex-voto déposés par des individus dans des temples ont été retrouvés. Les sceaux-cylindres, courants dans la société mésopotamienne, portent souvent des scènes religieuses. Là encore, si certaines réalisations peuvent illustrer un versant « populaire » de la religion, les œuvres d'art religieux les plus remarquables restent néanmoins le fait du monde des élites, notamment les statues et bas-reliefs commandités par des rois ou de grands personnages des royaumes mésopotamiens.
Les archéologues ayant fouillé les sites de l'ancienne Mésopotamie ont dégagé des édifices architecturaux à fonction religieuse, ainsi que des installations cultuelles, même s'il est souvent difficile de bien restituer leur nature et leur fonction exactes. Ils se sont en premier lieu intéressés aux espaces les plus importants des grandes villes de cette région, donc en priorité à leur cœur politique et religieux, et les principaux temples du sud mésopotamien ont été mis au jour. Les sépultures sont également une source importante pour reconstituer l'univers spirituel des anciens Mésopotamiens.
Finalement, c'est la combinaison des différents types de sources qui permet de restituer les pratiques le plus fidèlement possible, notamment quand elle permet de replacer dans leur cadre spatial les gestes du clergé mésopotamien qui sont décrits dans les textes, et quand ces derniers aident à l'identification des bâtiments dégagés lors des fouilles et à comprendre la fonction de leurs différentes composantes.

### Historiographie

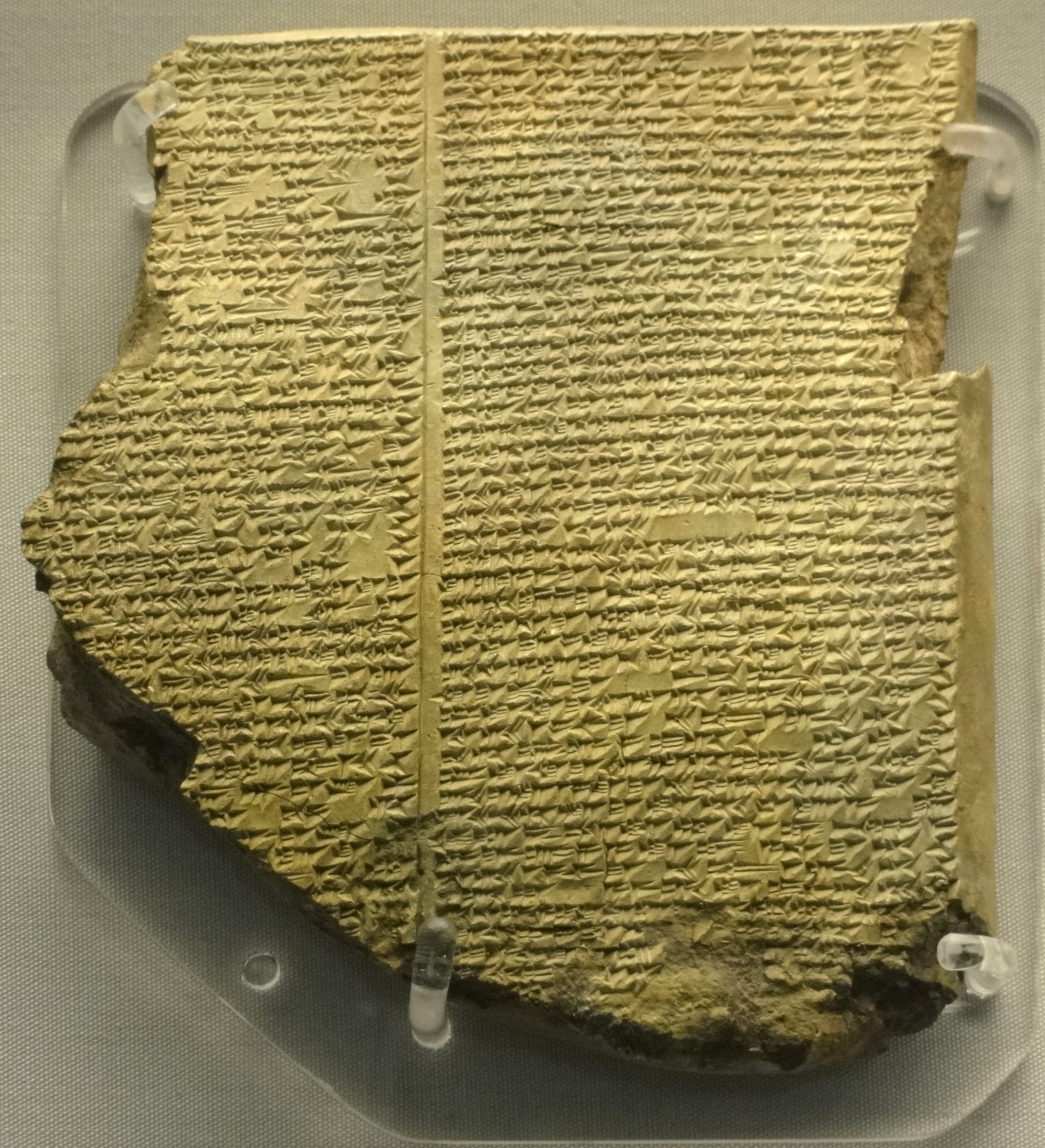
Tablette du Déluge de l'Épopée de Gilgamesh, retrouvée dans les ruines de la Bibliothèque royale de Ninive, dont la traduction en 1872 a donné un écho considérable aux études sur la religion mésopotamienne.

Les auteurs de l'Antiquité classique ayant laissé peu d'écrits sur les pratiques religieuses des anciens Mésopotamiens, il a fallu les premières fouilles des anciennes cités mésopotamiennes pour ramener cette religion à la lumière, durant la seconde moitié du XIXe siècle. Les découvertes les plus spectaculaires furent celles des textes mythologiques des bibliothèques de Ninive, en particulier la tablette du Déluge de l'Épopée de Gilgamesh publiée par George Smith en 1872. La redécouverte de la religion mésopotamienne fut parfois marquée par des débats houleux sur la nature des liens entre le texte biblique et la religion mésopotamienne, en particulier en Allemagne au tout début du XXe siècle avec la querelle « Babel und Bibel » initiée par Friedrich Delitzsch selon qui la religion des anciens Israélites était originaire de Babylone, et qui finit par radicaliser ses positions, jusqu'à l'antisémitisme. 
Par la suite les controverses furent plus apaisées, mais le spectre de la Bible est toujours prégnant dans les études de la religion mésopotamienne, en particulier aux États-Unis. Il est assez courant que l'analyse des textes mésopotamiens soit vue sous l'angle de la recherche de parallèles avec la religion israélite, qu'on les lise sous l'angle de l'influence ou bien sous celui de points communs en raison de l'appartenance à une sphère culturelle identique (le « Proche-Orient ancien »). Aujourd'hui l'attitude dominante chez les assyriologues (historiens de la Mésopotamie antique) face à ces questionnements qu'ils ne peuvent ignorer est d'étudier les parallèles entre les deux, mais aussi les différences pour offrir une approche modérée.
Une autre grille de lecture passée de la religion mésopotamienne a consisté à l'appréhender sous l'angle d'une religiosité de type « sémitique », considérée comme très expressive, verbale et émotive par opposition à la pensée plus spéculative et raisonnée des Grecs. Mais depuis le début du XXe siècle, les spécialistes de la Mésopotamie antique ont cherché avant tout à étudier la religion mésopotamienne pour elle-même, ce qu'illustrent les nombreuses études sur les différents corpus de textes provenant d'une même époque et d'un même lieu ou région, étudiant généralement plus les aspects pratiques de la religion (le déroulement du culte, des rituels) que les croyances. Certains spécialistes ont tenté de donner une vision d'ensemble de la religion mésopotamienne même si cela a pu être dénoncé comme vain par le très influent A. L. Oppenheim, tenant d'une approche « pessimiste » qui considère que les sources disponibles reflètent essentiellement la religion des élites et laissent dans l'ombre celle des autres, et que des barrières conceptuelles rendent difficile la compréhension de la religion mésopotamienne. Cela contraste avec l'approche plus « phénoménologique » développée dans les travaux de Thorkild Jacobsen, qui a tenté de distinguer plusieurs stades de développement de la religion mésopotamienne, ainsi que dans ceux de Jean Bottéro, à l'approche plus spirituelle tout en intégrant pleinement les pratiques religieuses (à la différence du premier) Leurs synthèses et ouvrages de vulgarisation ont été particulièrement marquants aussi bien dans le milieu de la recherche que chez un public plus étendu en raison de leur qualité, ; il en est de même des traductions de mythes sumériens par Samuel Noah Kramer. 
Les approches récentes mettent plus en avant la nécessité d'étudier les contextes sociaux des sources sur la religion mésopotamienne, à prendre en considération son « encastrement » dans la culture et la société mésopotamiennes, sans émettre de jugements (notamment ceux guidés par des présupposés évolutionnistes qui considèrent les polythéismes comme une forme originelle dépassée par les monothéismes).

## Contexte culturel et historique
Dresser un historique de la religion en Mésopotamie est complexe et n'a que rarement eu les faveurs des spécialistes du sujet. L'identification de différents stades de cette religion reste très controversée, car si des évolutions artistiques, architecturales, littéraires ou cultuelles restent identifiables, les connaissances peuvent évoluer très vite à la suite de nouvelles découvertes et parfois repousser la datation de l'apparition de certains phénomènes, ou bousculer des idées courantes, comme l'idée d'une décadence aux périodes récentes. Expliquer ces évolutions est encore plus incertain : il est courant de relier les changements aux évolutions politiques et culturelles, en particulier ethniques, qu'a connues la Mésopotamie. Cela peut être complété par une autre approche, de type évolutionniste, postulant un stade ancien de la religion plus naturaliste et collectif tandis que les stades plus récents de la religion mésopotamienne tendent vers des conceptions de l'existence de certaines divinités plus élevées (hénothéisme) et d'une pensée religieuse plus centrée vers l'individu, comme si elles devaient être un prélude à l'apparition du monothéisme et des penseurs de l'« âge axial ». L'exposé des grandes lignes du développement de la religion mésopotamienne est néanmoins nécessaire pour une meilleure compréhension de ses croyances et pratiques.

### Les origines: «religion sumérienne» et cités-États

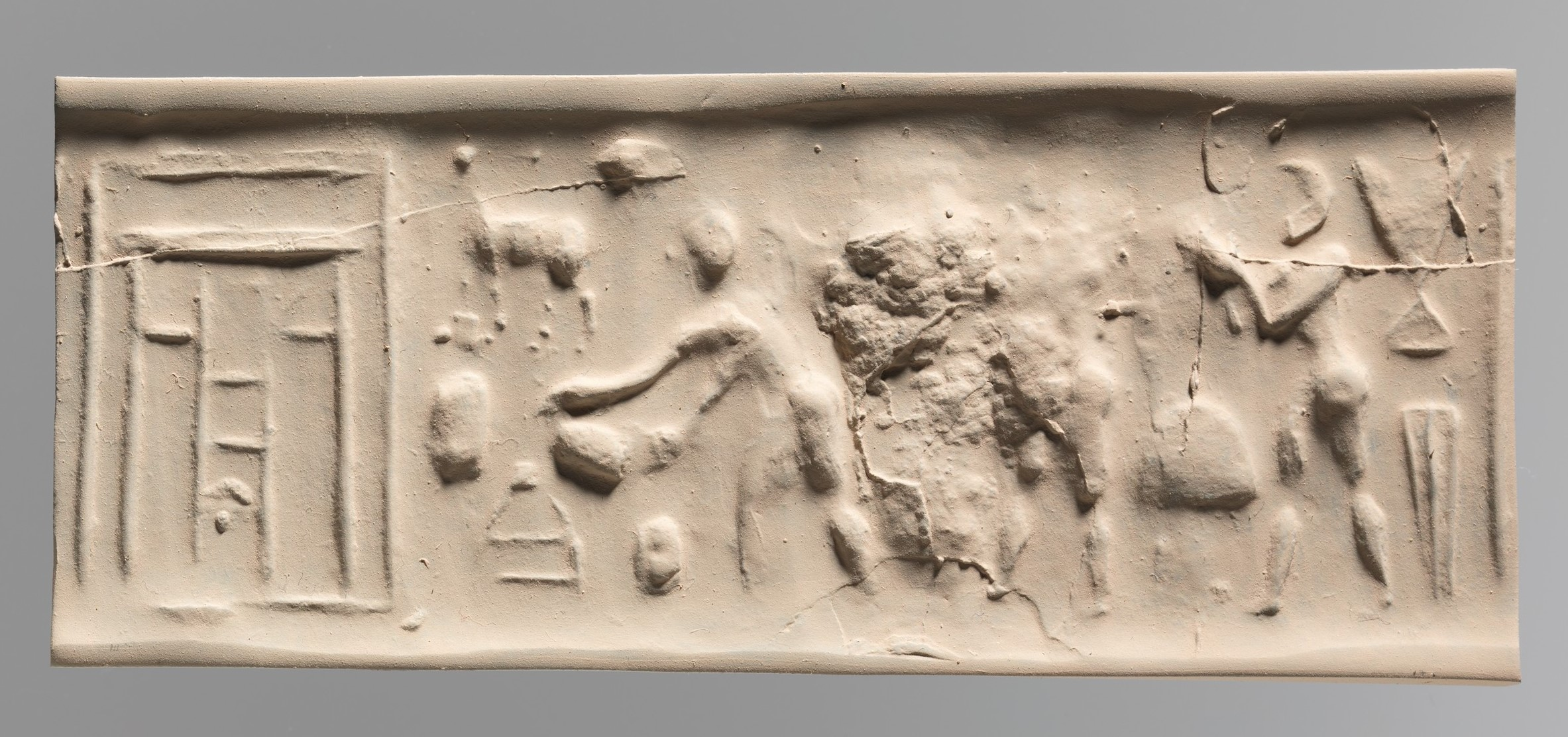
Empreinte de sceau-cylindre représentant une scène rituelle devant un temple (construction rectangulaire à gauche). Période d'Uruk récente (v. 3500-3100 av. J.-C.). Metropolitan Museum of Art.

L'écriture apparaissant autour de 3350-3200 av. J.-C., et la littérature caractérisée de « religieuse » (mythes, hymnes, rituels) ne se développant que vers le milieu du IIIe millénaire av. J.-C., l'univers religieux des premiers Mésopotamiens doit être appréhendé par l'étude de leur architecture, leur art et leurs pratiques funéraires. Cela pose certaines difficultés car les lieux de culte antiques ne sont pas toujours identifiables clairement. Les plus anciens groupements monumentaux se trouvent à Eridu dès le début du Ve millénaire av. J.-C., puis à Uruk ou encore Tell Uqair et Tepe Gawra au IVe millénaire av. J.-C.). Ils comportent manifestement des édifices qui ont pu avoir une fonction cultuelle et qui seraient alors les ancêtres des temples des périodes historiques (des installations cultuelles et des restes de matériel de culte et d'offrandes ayant parfois pu être mis au jour). Certains historiens ont cherché à reconstituer à partir de ces sources et des textes des périodes suivantes une première forme de religion mésopotamienne vénérant des forces de la nature liées avant tout à la fertilité (dans un contexte de communautés d'agriculteurs, éleveurs et pêcheurs), mais cela reste spéculatif.

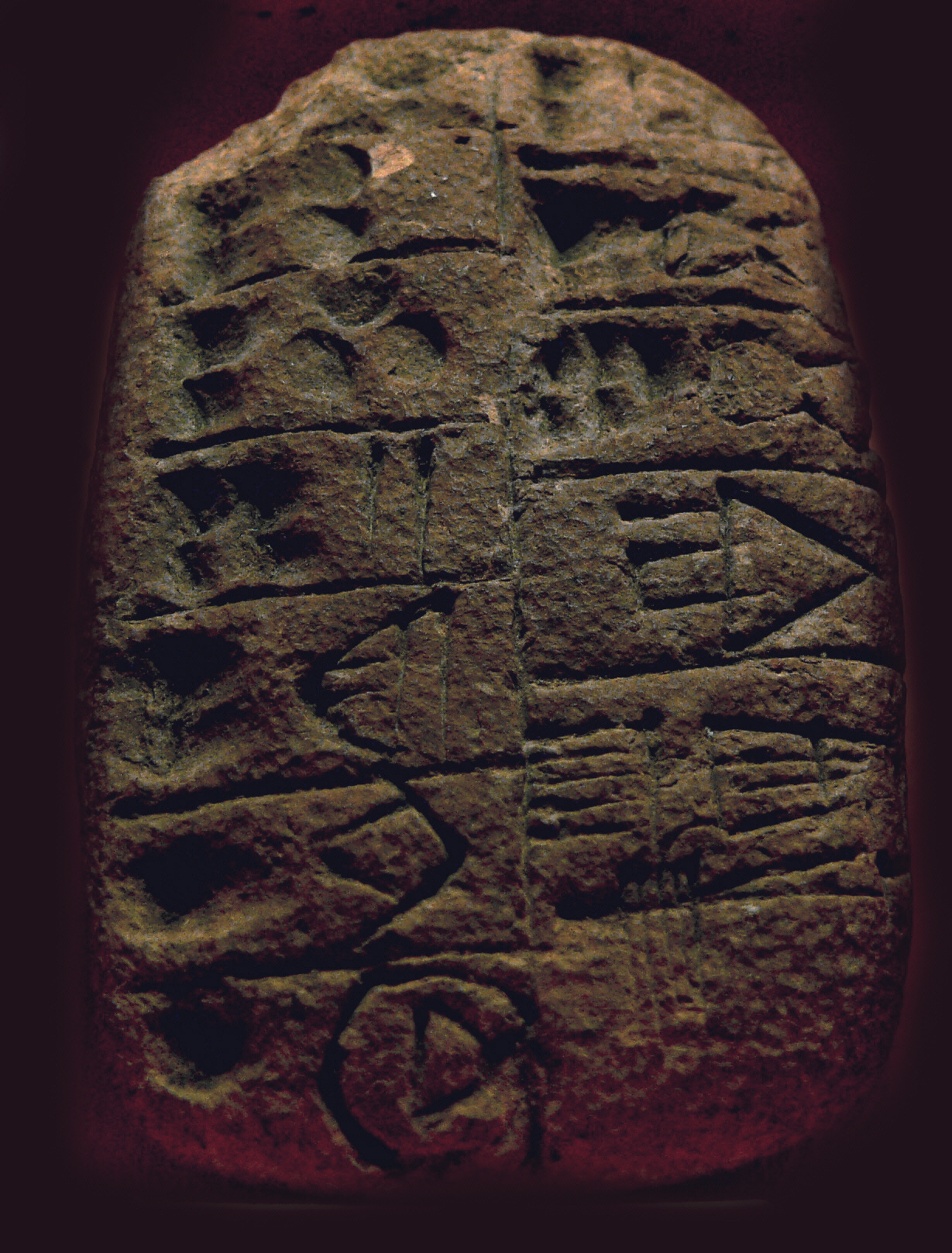
Tablette d'Uruk (c. 3200-3000 av. J.-C.) enregistrant une livraison de produits céréaliers pour une fête de la déesse Inanna, un des plus anciens textes connus documentant le culte religieux. Pergamon Museum.

Parmi les premières tablettes administratives, datées de la fin de la période d'Uruk (c. 3200-3000 av. J.-C.), certaines semblent faire référence à des offrandes pour des divinités et à un personnel religieux, même si elles sont souvent encore mal comprises. Les représentations artistiques comme les sceaux-cylindres et le grand vase d'Uruk paraissent indiquer qu'à partir de cette époque les divinités sont représentées sous forme humaine (anthropomorphisme), indiquant une évolution de la pensée religieuse. Les textes de la première moitié et du milieu du IIIe millénaire av. J.-C. (période des dynasties archaïques), exhumés à Ur, et surtout Abu Salabikh, Shuruppak et Ebla (située en Syrie mais influencée par la culture mésopotamienne) comportent les premiers textes mythologiques, rituels et hymniques connus. Les traits caractéristiques de la religion mésopotamienne semblent déjà en place même si les zones d'ombres restent nombreuses en raison du nombre limité de textes.
La Mésopotamie du sud, d'où proviennent la majorité des informations pour cette période, est alors divisée en deux groupes ethniques. Les Sumériens, vivant à l'extrême sud de la plaine, sont un peuple d'origine inconnue (ne parlant pas une langue sémitique en tout cas, à la différence des Akkadiens qui leur ont succédé) installé dans cette région on ne sait trop quand (au plus tard au début du IIIe millénaire av. J.-C.). Ils vivent au contact d'un groupe de populations sémites établies plus au nord, que l'on appelle par commodité les Akkadiens (car la région où ils sont majoritaires ainsi que leur langue de type est-sémitique sont appelées « Akkad » et « akkadien » durant les siècles suivants). La présence d'autres peuples aux périodes antérieures est fort probable, mais leur influence sur la culture mésopotamienne est mal connue ; il est possible que certains dieux soient issus de ce substrat. Il est cependant clair que ce sont les Sumériens qui jouent un rôle dominant dans la culture de la région à cette période, et ce sont leurs mythes avec leurs dieux qui sont les premiers mis par écrit. Cependant, leurs contacts avec les Akkadiens sont très importants dès cette période, et un syncrétisme se met en place. Les divinités sumériennes sont ainsi identifiées à celles des akkadophones : Inanna équivaut à Ishtar, Enki à Ea/Aya, etc., leurs aspects se confondent au point qu'il est bien difficile de les démêler. De là découle la spécificité de la culture mésopotamienne des siècles suivants, qui fait que malgré la disparition des Sumériens vers la fin du IIIe millénaire av. J.-C., leur langue et leurs rituels ne sont pas oubliés et sont préservés dans le milieu des temples. En raison de la cohabitation entre Sumériens et Sémites dès les débuts de la période attestée par les textes, l'existence d'une religion identifiable comme proprement sumérienne et d'éléments sémitiques isolables reste compliquée et controversée, comme l'est la question des éventuels conflits entre ces deux peuples et de l'ethnicité dans la Basse Mésopotamie de cette période.

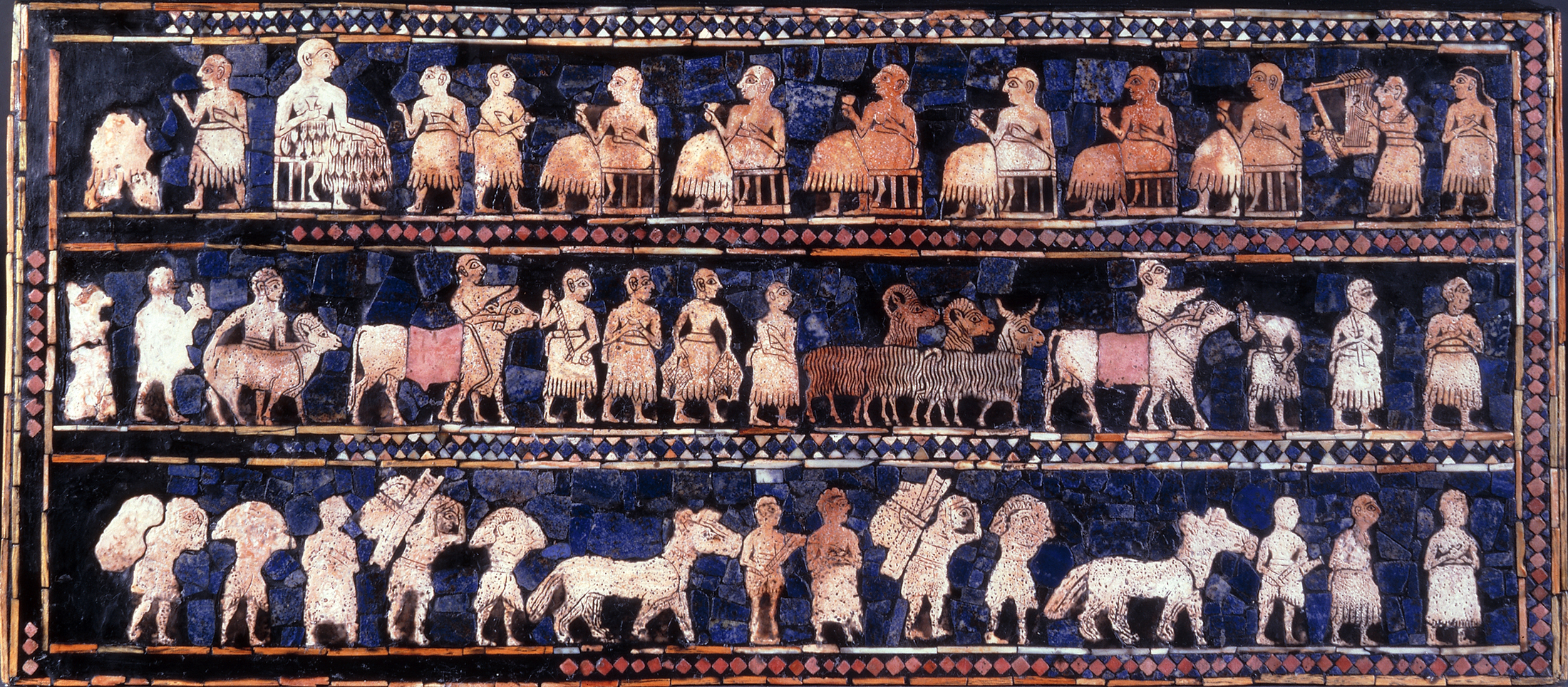
La « face de la paix » de l'Étendard d'Ur, représentant une scène de banquet cultuel, c. 2500 av. J.-C.

Politiquement, la Basse Mésopotamie du IIIe millénaire av. J.-C. est divisée entre plusieurs entités politiques que l'on qualifie de « cités-États », organisées autour d'une ville principale. Cela se reflète dans la religion, puisque chacune de ces cités dispose de son grand dieu qui occupe son temple majeur, et d'un panthéon local qui lui est propre, organisé sous la forme d'une grande famille dont le dieu-patron est le père et où chacun a une fonction précise, ce qui semble relié avec les structures politiques de cette période et le développement de la royauté et d'un groupe de serviteurs de l'État dont le monde divin semble le reflet. Il faut cependant rejeter la vieille idée de l'existence d'une « cité-temple », dans laquelle le temple en tant qu'institution encadrait la vie économique et sociale, car dès cette période le pouvoir royal a la main haute sur les institutions religieuses. Les différentes cités ont également des spécificités cultuelles, comme des types de prêtres particuliers, aussi des mythes et une « théologie » spécifiques. Le cas de l'État de Lagash est le mieux connu par les textes de la période, mais sa tradition religieuse n'a pas connu la postérité de celles d'autres cités, en premier lieu Nippur (villes du grand dieu Enlil), mais aussi Eridu (ville d'Enki/Ea) et Uruk (ville de la déesse Inanna et du dieu An). La culture des cités sumériennes et même akkadiennes est cependant relativement homogène, le syncrétisme est fort, au point qu'on trouve déjà des formes de panthéons communs marqués par la primauté religieuse d'Enlil et de Nippur, son culte étant peut-être organisé sous la forme d'une amphictyonie des cités sumériennes,. Une autre particularité des panthéons de cette période est la place importante qu'ils faisaient aux divinités féminines, la plupart d'entre elles perdant en importance aux périodes postérieures (Ninhursag, Nisaba, Namma, Ereshkigal, etc.).
Plus au nord, en Haute Mésopotamie et en Syrie, vivent des populations sémitiques apparentées à celles de Basse Mésopotamie (attestées surtout à Ebla) qui disposent de traditions propres qui les distinguent de celles du sud malgré l'influence méridionale, notamment la prédominance des dieux Dagan et Addu.

### Disparition des Sumériens et introduction de nouveaux éléments religieux

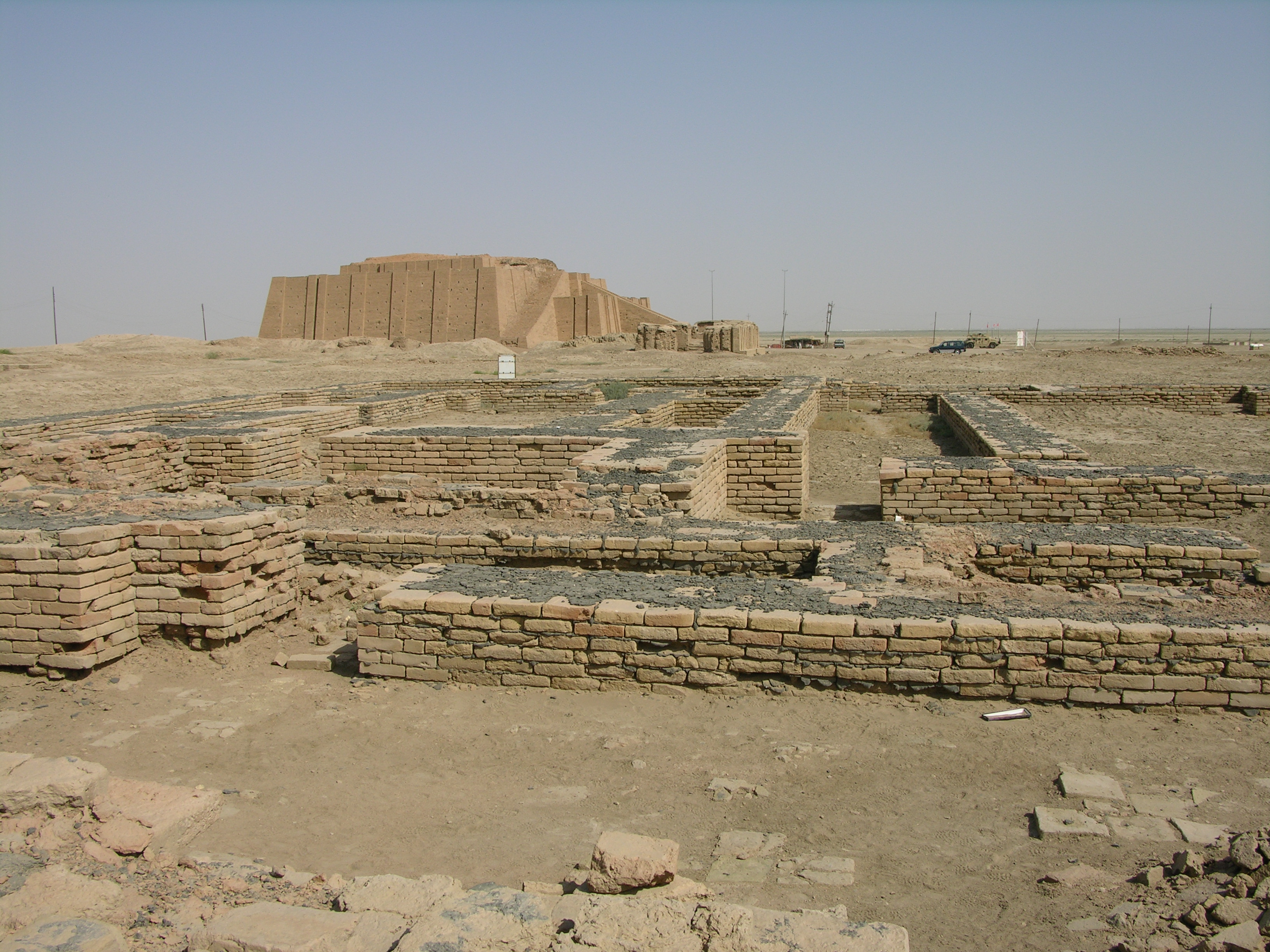
Ruines de la cité d'Ur, avec la ziggurat en arrière-plan.

À partir du XXIVe siècle av. J.-C., la Basse Mésopotamie est le cœur de deux Empires successifs, qui étendent leur domination sur les régions voisines : l'empire d'Akkad et celui d'Ur III (avec entre les deux le riche règne du roi Gudea de Lagash). Il s'agit d'une période marquante du point de vue de l'évolution de l'idéologie politique, et sans doute aussi des pratiques religieuses, notamment liées à la glorification et la « divinisation » des souverains, la rédaction d'hymnes et récits, le patronage de cultes plus impressionnants grâce à la mobilisation de ressources de plus en plus massives, et la construction de complexes cultuels monumentaux (dominés par les ziggurats). Il a aussi été avancé que les statues de culte apparaissent à cette période, car il n'y en a pas de traces assurées pour les périodes précédentes ; cela aurait alors entraîné selon certains des changements avec un culte plus orienté vers l'entretien de la statue que celui de la divinité en elle-même.
C'est aussi durant ces siècles que les locuteurs du sumérien s'éteignent, laissant la primauté aux éléments sémitiques. La Mésopotamie commence à intégrer des éléments d'origine extérieure, principalement dans sa moitié nord (mais leur influence se fait aussi sentir au sud). Les Hourrites, un peuple parlant une langue isolée et apparemment originaire du sud du Caucase, voient leurs traditions religieuses se mêler rapidement à celles de Haute Mésopotamie (identification de leur grand dieu Teshub à Addu/Adad, de Shaushga à Ishtar), la culture hourrite n'ayant jamais en Mésopotamie l'influence qu'elle a eue en Anatolie hittite. Le second groupe est celui des Amorrites, peuple ouest-sémitique majoritaire en Syrie et en Haute Mésopotamie dans la première moitié du IIe millénaire av. J.-C., dont les traditions religieuses sont principalement connues par les archives de Mari. Leurs traditions découlent de celles de la Syrie et de la Mésopotamie du Nord déjà attestées à l'époque d'Ebla, organisées notamment autour du culte des grands dieux Dagan, Addu et Ishtar, et semblent à l'origine de certaines évolutions religieuses au sud (introduction du dieu Amurru, du mythe du combat du dieu-héros contre la mer, et temporairement du prophétisme).

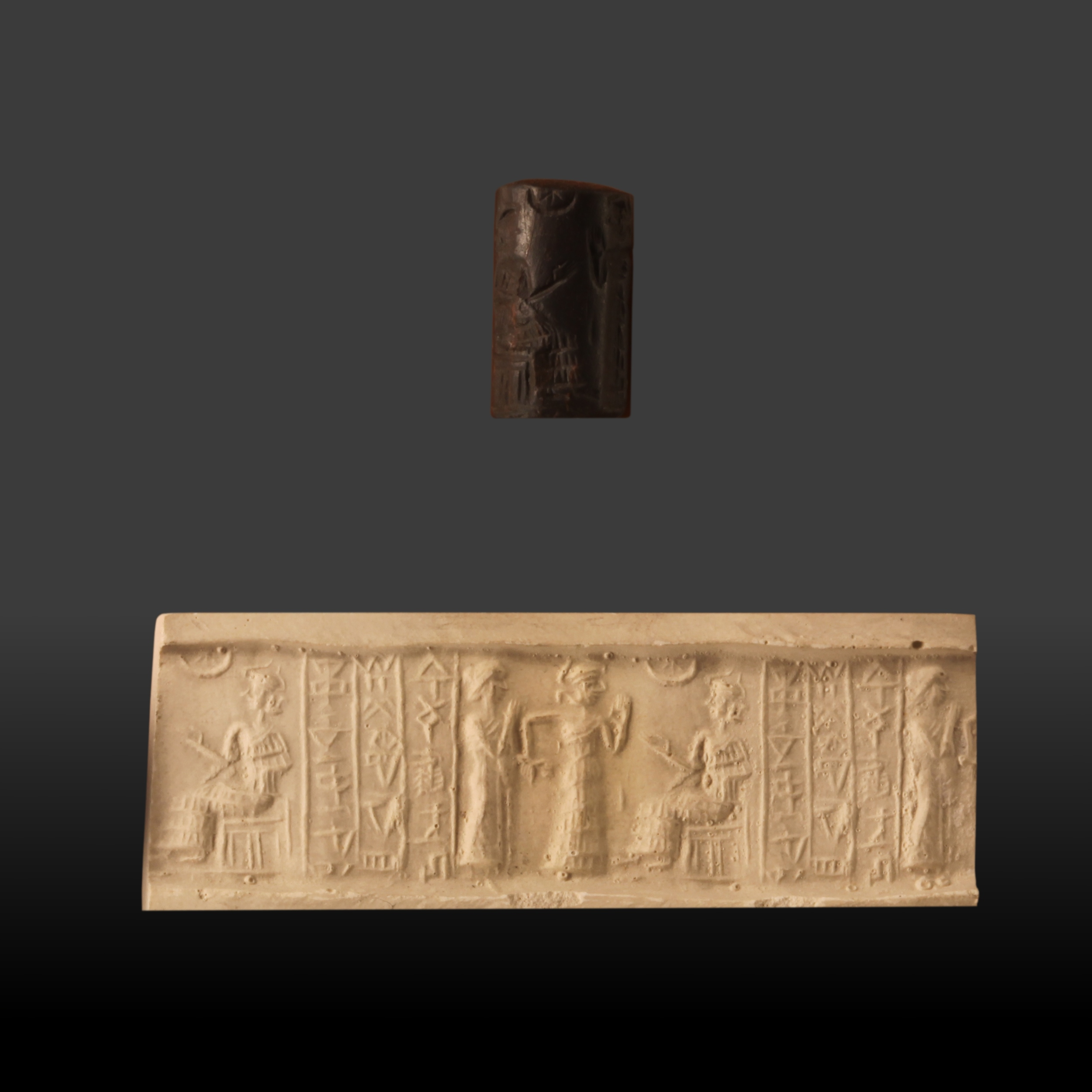
Sceau-cylindre avec son impression : scène de présentation d'un homme devant une divinité sur un trône, caractéristique du début du, Musée des beaux-arts de Lyon.

Le Moyen-Orient est alors éclaté entre plusieurs royaumes ne parvenant pas à affirmer leur primauté les uns par rapport aux autres. Le sud, lui-même divisé politiquement, conserve les traditions des périodes précédentes et leur rayonnement. Les royaumes principaux (Isin, Larsa puis Babylone) et les prêtres de leurs villes sont particulièrement bien connus sur le plan architectural, artistique et textuel grâce aux riches trouvailles sur plusieurs grands sites de cette période (Nippur, Ur, Larsa et Sippar en premier lieu),. La prédominance religieuse de Nippur et de son dieu Enlil est sortie renforcée de la période des premiers empires et connaît alors son apogée, comme le reflètent les luttes qui ont lieu pour la domination de cette cité.
Ce début du IIe millénaire av. J.-C. est marqué par plusieurs évolutions, comme l'affirmation de certaines divinités dans la piété et le culte, en particulier le Dieu-Soleil Shamash. Certaines pratiques comme la divination suscitée, en particulier l'hépatoscopie, semblent aussi connaître un essor. Cela est peut-être lié à la tendance à des croyances et pratiques davantage individuelles et à une recherche d'un contact plus volontaire avec les dieux et les divinités que certains chercheurs croient identifier dans la littérature et l'art de cette période : les grands dieux des royaumes de cette période deviendraient des figures plus éloignées des gens qu'ils ne l'étaient à l'époque des cités-États, incitant à se tourner vers des divinités personnelles avec lesquelles les gens avaient un lien plus étroit, ce que reflèteraient certaines prières de cette époque, ou encore sur des divinités servant d'intermédiaires entre le croyant et les grands dieux. Cela serait notamment illustré par les scènes de présentation dont regorge la glyptique d'alors, illustrant un homme conduit par la main par une divinité protectrice vers une divinité majeure assise sur un trône. Les mythes du Déluge mis par écrit à cette période (dans Atrahasis, Genèse d'Eridu) reflèteraient l'idée d'une responsabilité individuelle des hommes en cas de faute, risquant une punition divine.

### Babylone et l'Assyrie

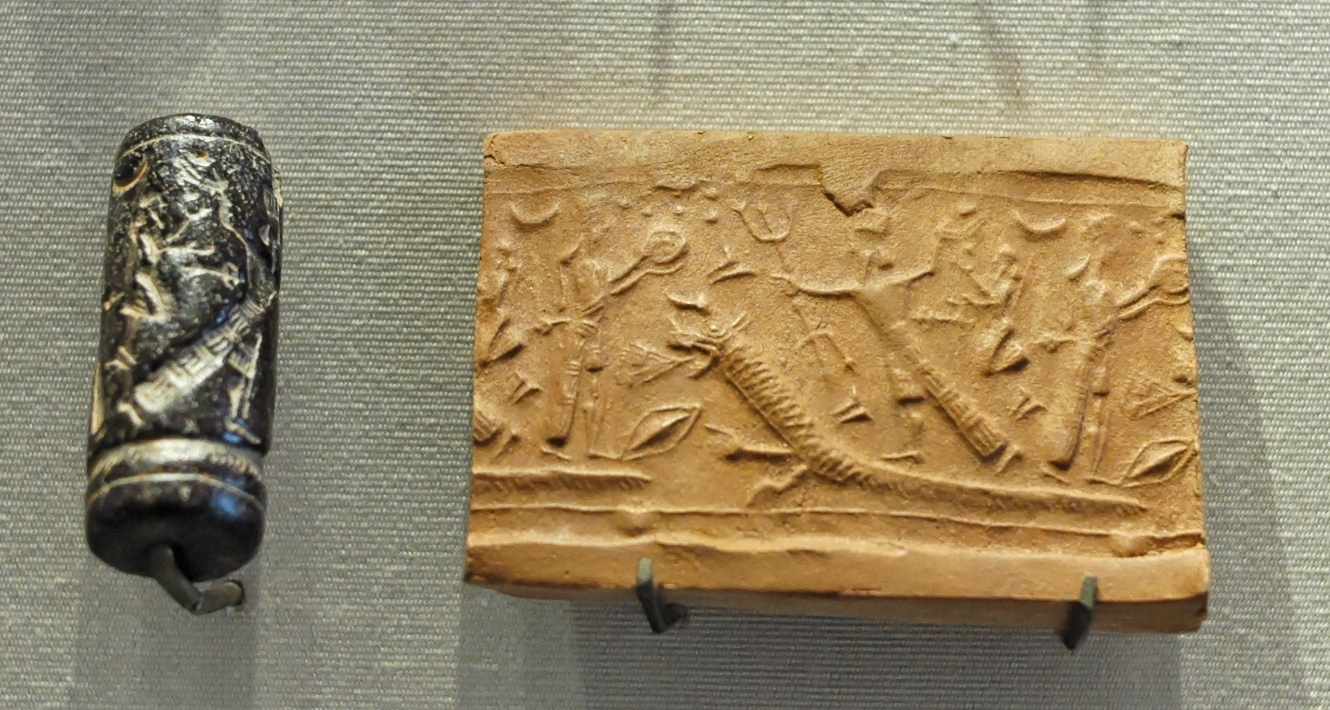
Sceau-cylindre assyrien avec son impression : un dieu-héros (sans doute Assur) combattant un monstre avec l'aide d'une déesse, musée du Louvre.

La seconde moitié du IIe millénaire av. J.-C. est caractérisée par le retrait progressif de l'élément hourrite au nord après que le royaume du Mitanni eut été supplanté par celui d'Assyrie au milieu du XIVe siècle av. J.-C., tandis qu'au sud le royaume de Babylone est désormais définitivement dominant sous l'impulsion d'une dynastie d'origine kassite. Même les traditions religieuses mésopotamiennes sont étrangères à ces derniers, ils les adoptent sans chercher à imposer leurs propres croyances. Leur période de domination est marquée par la remise en ordre des cultes, la synthèse et la canonisation de plusieurs récits, manuels de rituels et autres textes littéraires hérités des traditions anciennes. Babylone devient un centre religieux majeur, rayonnant sur tout le Moyen-Orient, y compris le nord mésopotamien.

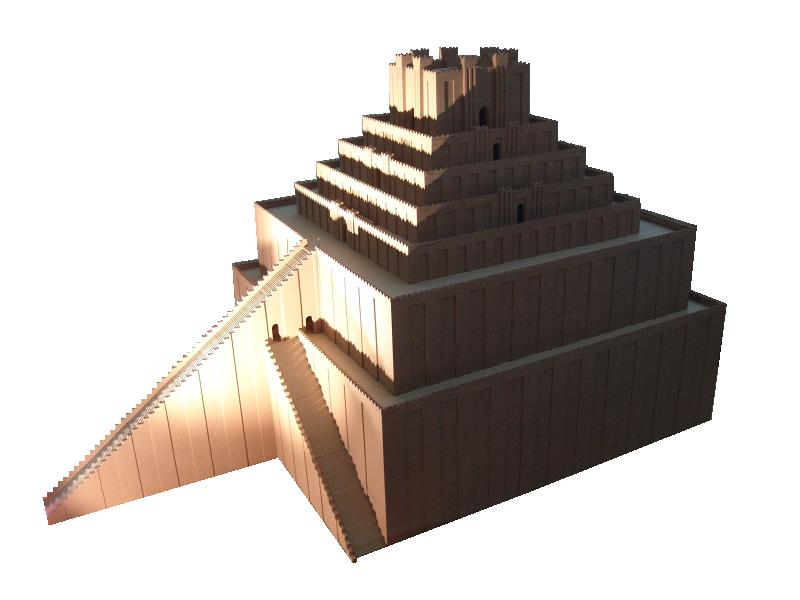
Maquette du Pergamon Museum proposant une reconstitution de la ziggurat de Babylone, Etemenanki (« Maison-fondement du Ciel et de la Terre »), car ce serait là que Marduk aurait créé le monde suivant la mythologie locale ; elle est sans doute la source d'inspiration de la Tour de Babel.

Les théologiens du royaume de Babylone et de sa capitale en particulier) poursuivent donc les vieilles traditions mésopotamiennes, tout en procédant à des évolutions dont la plus caractéristique est l'affirmation du dieu Marduk comme divinité suprême et de Babylone comme ville suprême et centre du monde : tout un ensemble de mythes, hymnes et rituels sont composés à leur gloire entre les années 1200 et 700 av. J.-C. (notamment l'Épopée de la Création, ou Enuma Elish). Parallèlement, les réflexions sur la condition humaine, la piété personnelle, la faute et l'origine des malheurs ainsi que les volontés divines se développent, culminant dans les textes sapientiaux des périodes kassite et post-kassite,.
L'affirmation politique de l'empire assyrien est également à l'origine de développements importants : à l'image de ce qui se passe chez le rival du sud, les théologiens locaux cherchent à ériger le dieu national Assur en divinité suprême (et même en divinité universelle dont les autres dieux ne seraient que des facettes selon S. Parpola, au moins pour certains lettrés), et les nombreux spécialistes entourant le roi assyrien pour l'assister dans sa lourde tâche rituelle sont à l'origine d'une riche production de textes rituels, connus notamment par la formidable « bibliothèque » que le roi Assurbanipal a fait rassembler à Ninive, sa capitale, qui est une source essentielle pour la redécouverte de la religion mésopotamienne,.
Du point de vue des mouvements ethniques, la fin du IIe millénaire av. J.-C. a vu l'intrusion d'un nouveau groupe de populations ouest-sémitiques, d'abord en Haute puis en Basse Mésopotamie, les Araméens, dont la langue supplante peu à peu l'akkadien, même si une fois encore le panorama religieux n'est pas bouleversé par leur arrivée. Cette période est propice aux échanges culturels en raison de la constitution de vastes empires et du brassage de population qui y est à l’œuvre, y compris à la suite des déportations de population, ce qui a des conséquences religieuses. Ainsi, les déportations de Judéens en Babylonie sous Nabuchodonosor II, qui ont sans doute joué un rôle décisif dans la constitution de la religion juive et les influences mésopotamiennes dans les textes bibliques.
Les ressources des rois assyriens et babyloniens leur permettent de réaliser des monuments grandioses, et c'est l'apogée de la tradition d'architecture religieuse de la Mésopotamie antique, qui culmine dans les vastes complexes cultuels situés au centre des cités et regroupant un grand temple et ses dépendances, dont les ziggurats. Cela est particulièrement le cas du sanctuaire de Marduk à Babylone, l'Esagil, qui a fait une forte impression aux étrangers, sa ziggurat étant probablement à l'origine du récit biblique de la Tour de Babel. Les rois babyloniens ont consacré leurs plus gros efforts de construction aux sanctuaires, en revanche ceux d'Assyrie ont placé le plus d'efforts dans leurs palais, sans pour autant négliger les temples.

### La lente disparition

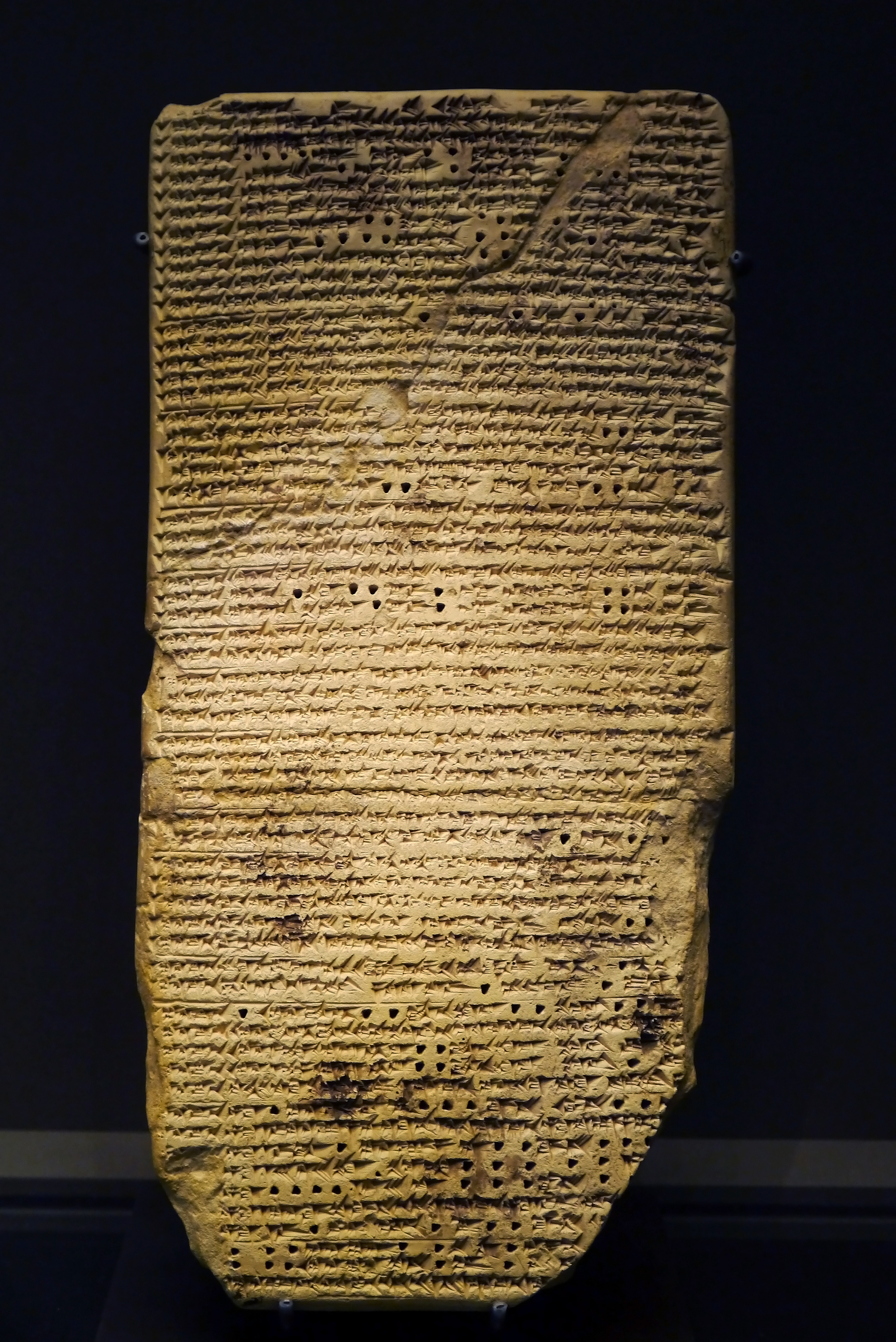
Tablette d'un traité d'astrologie provenant d'Uruk à l'époque tardive, musée du Louvre.

La chute de l'empire assyrien en 612-609 av. J.-C. puis celle de l'empire néo-babylonien en 539 av. J.-C. mettent fin aux dernières périodes d'essor de la culture mésopotamienne, qui perd par la suite ses appuis politiques lorsque la Mésopotamie est dominée par des peuples venant de l'extérieur (sans jamais faire l'objet de persécutions religieuses, notion anachronique pour cette époque) : les Perses achéménides d'abord (539-331 av. J.-C.) puis les Grecs (Empire séleucide de c. 311 à 141 av. J.-C.) et les Parthes (c. 141 av. J.-C.-221 ap. J.-C.). L'influence de la religion de la Perse achéménide (apparentée au mazdéisme) en Mésopotamie est nulle, mais celle des Grecs est plus forte, même si elle se ressent avant tout dans leurs colonies et essentiellement pour les colons grecs, et même si les échanges relèvent souvent du syncrétisme. En outre, les populations de Mésopotamie sont désormais pour la plupart des locutrices de l'araméen, l'akkadien étant devenu une langue morte à son tour.
L'antique religion se replie avec la lente désagrégation des temples où elle s'exprimait, d'abord au nord puis plus lentement au sud. Les temples de Babylone et d'Uruk ont livré les dernières traces de pratiques héritées de la vieille tradition, et même d'un certain dynamisme dans le cas de la seconde, où un grand complexe monumental est créé à la période hellénistique et de nombreux rituels sont copiés. Cela fait paradoxalement de cette période dite de « déclin » un champ d'étude significatif.
Malgré la domination des éléments araméens et grecs, les panthéons locaux sont toujours marqués par la présence des grands dieux mésopotamiens qui continuent à y être vénérés tant que le polythéisme domine, ils connaissent parfois une nouvelle jeunesse qui témoigne de la vitalité de cette religion tardive : renouveau du culte d'Anu à Uruk à la période hellénistique, importance de ceux de Nabû et Nanaya, persistance du culte d'Assur dans sa ville et Shamash et Nergal grands dieux du panthéon de Hatra au tournant de notre ère. Les prêtres babyloniens (les « Chaldéens » des Grecs antiques) continuent d'exercer un rayonnement intellectuel important, notamment dans le domaine de l'astrologie/astronomie qui s'est affirmée au cours du Ier millénaire av. J.-C. comme la branche majeure de la divination. Mais le lent déclin du rôle politique et économique des sanctuaires babyloniens accompagne celui de la culture babylonienne, visible par l'extinction progressive de la documentation cunéiforme.
L'affirmation des religions monothéistes que sont le judaïsme, le christianisme et le mazdéisme, durant la seconde partie de l'époque parthe et sous les Sassanides, précipite le déclin de ces cultes, qui ne peuvent plus s'appuyer sur les grands temples ou le patronage des autorités politiques, et se retrouvent donc marginalisés voire réprimés. Des croyances et pratiques « païennes » semblant présenter des similitudes avec celles de la Mésopotamie antique, essentiellement des sacrifices, de la magie et de l'astrologie, sont évoquées par quelques auteurs arabes au début de la période islamique, puis cessent progressivement d'être attestées à partir du VIIIe siècle, quand l'islam s'impose en Iraq.

## Les croyances religieuses

### Les divinités

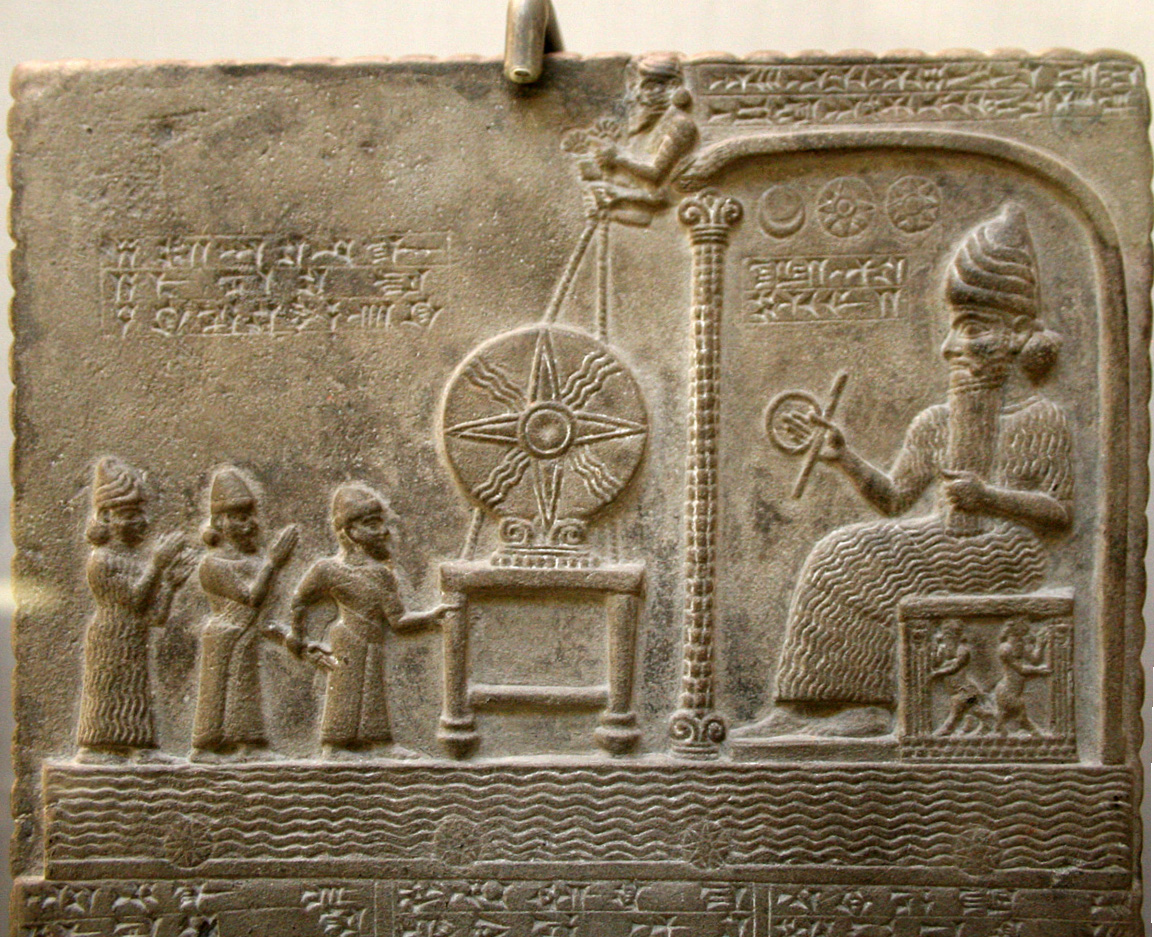
Bas-relief de la « Tablette de Shamash », représentant le dieu Shamash, assis sur son trône et faisant face à son symbole de disque solaire, et à gauche le roi babylonien Nabû-apla-iddina introduit par un prêtre et une divinité protectrice,, British Museum.

Selon les croyances des anciens Mésopotamiens, le monde est gouverné par des êtres supérieurs de par leur nature, les dieux (dingir/ilu(m)). Ils sont immortels, grands, puissants, glorieux, très sages et intelligents, etc. Ils ont comme attribut une sorte de « splendeur divine », melammu(m), qui montre leur supériorité. L'exaltation de la grandeur divine est claire dans les nombreux hymnes qu'ont laissés les scribes mésopotamiens. Les dieux vivent éternellement, même s'ils ne sont pas immortels, puisqu'il arrive exceptionnellement qu'ils se fassent tuer. Les dieux sont les administrateurs du monde qu'ils ont créé eux-mêmes à leur profit : ils assignent un « destin » (namtar/šimtu(m)) à chacune des choses qui le constitue. Ils sont donc en fin de compte à l'origine de tous les éléments constitutifs de la civilisation. Les Sumériens leur attribuent des pouvoirs appelés me, dont la signification est assez mal comprise : ce sont peut-être des sortes d'archétypes de ce qui fait la civilisation, ou bien l'essence de ces choses. Dans les mythes, les dieux ont pourtant bien des défauts, comme des êtres humains : ils peuvent être irascibles, trompeurs, sombrer dans l'ivresse, se laisser submerger par leurs envies sexuelles, etc. Ils sont d'ailleurs pensés et représentés sous un aspect humain (anthropomorphisme).

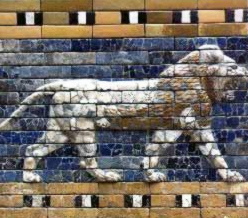
Briques glaçurées de la porte d'Ishtar à Babylone représentant un lion, animal-attribut de la déesse Ishtar, Pergamon Museum.

Les Mésopotamiens vénéraient une multitude de dieux, qu'ils n'ont jamais réellement organisés sous la forme d'un « panthéon ». La complexité de l'histoire politique et culturelle de la Mésopotamie se reflète sur son univers divin. Certaines divinités étaient liées à des éléments naturels : astres (Shamash le Soleil et Sîn la Lune), végétaux (Ashnan pour les céréales), etc., parfois même à des fleuves ou des montagnes divinisées (Assur est peut-être à l'origine la divinisation de la colline sur laquelle la ville Assur est construite). Des activités des hommes avaient également leurs divinités (Uttu pour le filage, Nisaba et Nabû pour l'art des scribes, Zababa et Ishtar pour la guerre, Ninkasi pour la confection de la bière, Gula pour la médecine), de même que des aspects de la vie (procréation). Les dieux avaient ensuite un ancrage local, les grands dieux étant aussi les patrons d'une ou plusieurs villes (Ningirsu à Girsu, Dagan à Tuttul et Terqa, Sîn à Ur et Harran). En fin de compte, une même divinité pouvait avoir plusieurs natures et aspects, notamment sous le jeu des syncrétismes (Marduk devient dieu de l'exorcisme en absorbant les aspects du dieu Asarluhi) ou par développement de ses aspects : Shamash était ainsi le Soleil, mais aussi le dieu qui voyait tout et éclairait, patron de la justice et des incantations. 
Autour d'eux se trouvait un « cercle » constitué des membres de leur famille (au sens restreint : parèdre et enfants) et de leurs auxiliaires (par exemple Ushmu était le vizir d'Ea), qui avaient leurs lieux de culte dans son grand temple ou à proximité, formant de véritables panthéons locaux.
Le IIIe millénaire av. J.-C., première période pour laquelle on dispose de connaissances étoffées sur les divinités mésopotamiennes, est la période des panthéons locaux : chaque cité-État a son propre système de dieux locaux, différents de celui de ses voisines. Mais cela n'empêche par l'émergence d'une « triade » de dieux supérieurs et communs à tous : An/Anu(m), le Ciel, et Enlil, peut-être le dieu du vent ou en tout cas le roi des dieux, ainsi que Enki/Ea, dieu de l'abîme, considérés comme ses fils ou bien ses frères cadets. On trouve souvent à leurs côtés des divinités astrales : Nanna/Sîn, le Dieu-Lune, Utu/Shamash, le Dieu-Soleil, et Inanna/Ishtar, la planète Vénus et la déesse de l'amour et de la guerre. La Haute Mésopotamie vénère ces mêmes divinités mais en place d'autres aux premières places : le dieu Dagan qui a une origine agraire et le Dieu de l'orage (connu sous les noms d'Adad, Addu ou Hadad). À l'époque de la suprématie de Babylone et de l'Assyrie, les divinités « nationales » Marduk et Assur sont à la tête du panthéon après avoir repris des aspects des divinités souveraines les ayant précédées. Le Ier millénaire av. J.-C. voit ainsi une tendance à l'hénothéisme (un dieu dispose d'un culte préférentiel), même si cela n'empêche jamais l'existence d'une foule de divinités.
Les dieux avaient des attributs les symbolisant dans l'art et pouvant manifester leur présence : des animaux (le taureau pour le dieu de l'orage, le lion pour Ishtar), emblèmes (la bêche pour Marduk qui avait un aspect agraire à l'origine, le croissant de lune pour Sîn), et ils pouvaient être associés à des planètes, étoiles ou constellations du ciel nocturne.
On notera enfin que la divinisation d'êtres humains prestigieux de leur vivant ou après leur mort est rare : elle concerne des souverains, notamment les rois des dynasties d'Akkad (Narâm-Sîn) et d'Ur III (Shulgi), et encore après au début du IIe millénaire av. J.-C., mais plus par la suite. Sa nature est débattue. Ils reprennent des attributs de la divinité (tiare à cornes, nom précédé du signe cunéiforme désignant un dieu), certains reçoivent même un culte. Des rois acquièrent donc une forme de statut divin qui les place au-dessus du reste des hommes, mais sans pour autant être l'équivalent de dieux (notamment parce qu'ils restent mortels).

### La cosmologie

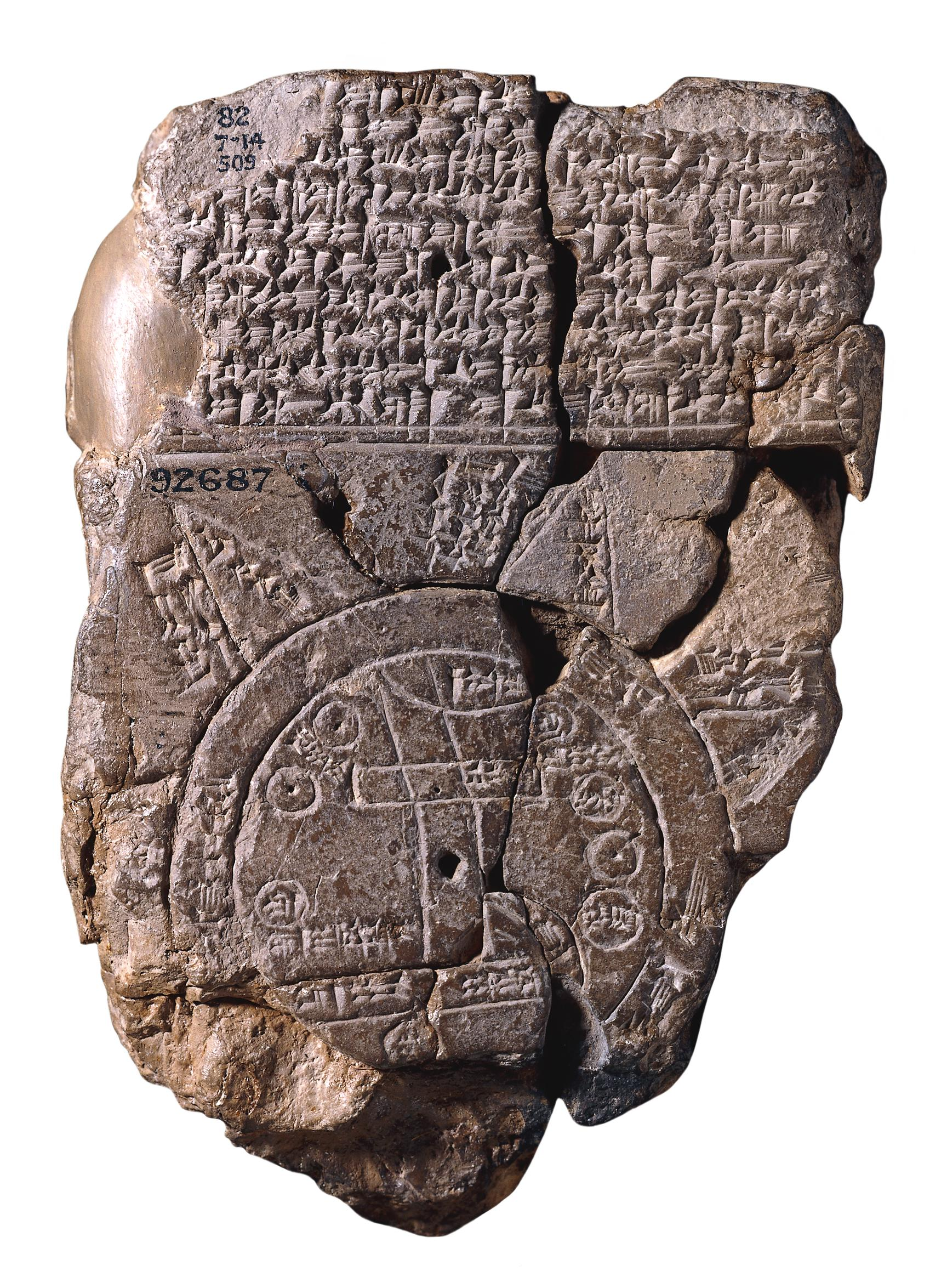
« Carte du Monde » babylonienne,

Les textes mythologiques mésopotamiens présentent diverses traditions relatives à la création du Monde (cosmogonie). Aucun récit n'est uniquement consacré à cet événement, chacun étant intégré dans un récit plus large. Un thème récurrent relatif à la création du Monde raconte que celle-ci s'est faite par la séparation du Ciel (an) et de la Terre (ki), qui auraient été unis à l'origine. On le retrouve dans un récit sumérien racontant une aventure du héros Gilgamesh et dans le Mythe de l'Atrahasis. Dans une tenson sumérienne (un dialogue prenant la forme d'une joute verbale), Arbre contre Roseau, le Ciel et la Terre sont déjà séparés, et le premier féconde la seconde, ce qui fait apparaître la végétation. Un texte médical, donnant des indications pour lutter contre un « ver dentaire » (auquel on attribuait des maux de dents), raconte comment le dieu Anu a créé le Ciel, qui a créé la Terre, laquelle aurait créé les Rivières, etc. Le mythe le plus précis sur la création du Monde est l'Épopée de la Création (Enuma Eliš), qui attribue cet acte au dieu Marduk. Ce dieu devient le roi des divinités après avoir vaincu Tiamat, la mère des dieux, et c'est à partir de son corps qu'il façonne le Monde.
Selon les reconstitutions qui ont pu être faites à partir de différents textes, les Mésopotamiens se représentaient l'Univers comme une vaste sphère dont la partie supérieure était le Ciel, et la partie inférieure était l'Enfer (l'En-bas, voir ci-dessous). La Terre coupait cette sphère en son diamètre. Elle reposait sur l'apsû, les Eaux souterraines, et à ses extrémités se trouvaient deux autres mers. Une tablette néo-babylonienne du VIIe siècle av. J.-C. présente une carte du Monde commentée, qui montre un exemple intéressant de la façon dont on pouvait se représenter l'espace à cette période : la surface terrestre est représentée par deux cercles concentriques, délimitant une mer (marratu) entourant le continent, constitué de la plaine mésopotamienne (centrée sur Babylone) et des régions voisines ; des triangles situés aux extrémités de la mer extérieure figurent des régions mystérieuses lointaines (nagû).

### L'être humain
Les mythes traitant de la création de l'être humain (anthropogonie) sont relativement homogènes : il est créé par les Dieux, souvent à partir d'argile, et du sang d'un dieu sacrifié. L'argile est la matière première essentielle de la basse Mésopotamie, qui sert à façonner les constructions, les poteries et d'autres objets quotidiens, ainsi que les tablettes sur lesquelles on écrit. Le sang divin apporte quant à lui la vie à l'être façonné dans l'argile. Trois mythes développent ce thème : Enki et Ninmah, le Mythe du Supersage (Atrahasis) et l'Épopée de la Création. Le rôle de la création de l'humain est à chaque fois attribué en grande partie au dieu Enki/Ea, conjointement à son fils Marduk dans le dernier mythe, où ils procèdent au sacrifice du dieu Qingu, général en chef des troupes de la déesse Tiamat qu'a tuée Marduk, et le sang du dieu donne la vie au premier humain.
À chaque fois, le but de cette création est le même : il s'agit de permettre aux dieux de recevoir les biens nécessaires à leur survie quotidienne. Les hommes viennent au monde pour travailler pour les dieux, entretenir leurs temples avec des sacrifices permanents. C'est donc la raison de vivre des humains. Les dieux choisissent parmi les hommes des souverains qui les dirigent, et supervisent la bonne marche de la société qui aboutit dans le culte des dieux : selon les termes de la Liste royale sumérienne, la royauté est « descendue du Ciel » à l'origine de l'humanité. Si le service des dieux n'est pas bien effectué, les êtres humains peuvent alors être en faute et subir la vengeance des dieux.
Les dieux s'assurent que les humains ne puissent être immortels, la mort symbolisant l'infériorité de leur condition. Ils fixent la destinée de chaque être humain, ainsi que celui de chaque chose qui se trouve sur Terre. Leurs décisions peuvent être connues par le biais de la divination, et il va de soi qu'elles avaient valeur d'ordre. À partir de là, toute chose qui compose le Monde peut être vue comme une manifestation de la puissance divine. Si besoin, on pouvait toucher le cœur d'un dieu ou retrouver sa faveur par des prières ou des rituels d'exorcisme. Ceux qui suivaient bien les volontés divines devaient donc vivre une existence paisible ; mais on avait remarqué que ce n'était pas toujours le cas et cela a posé des questions ardues à certains lettrés qui ont développé les plus belles pièces de la littérature sapientiale mésopotamienne, sans jamais en donner une autre réponse que l'inaccessibilité des décisions divines. En tout cas, il était admis que la réussite ne pouvait être due qu'à la faveur divine : l'expression « avoir un dieu » était l'équivalent mésopotamien d'« avoir de la chance ».

## Espaces et temporalités du culte

### Les temples, résidences des divinités

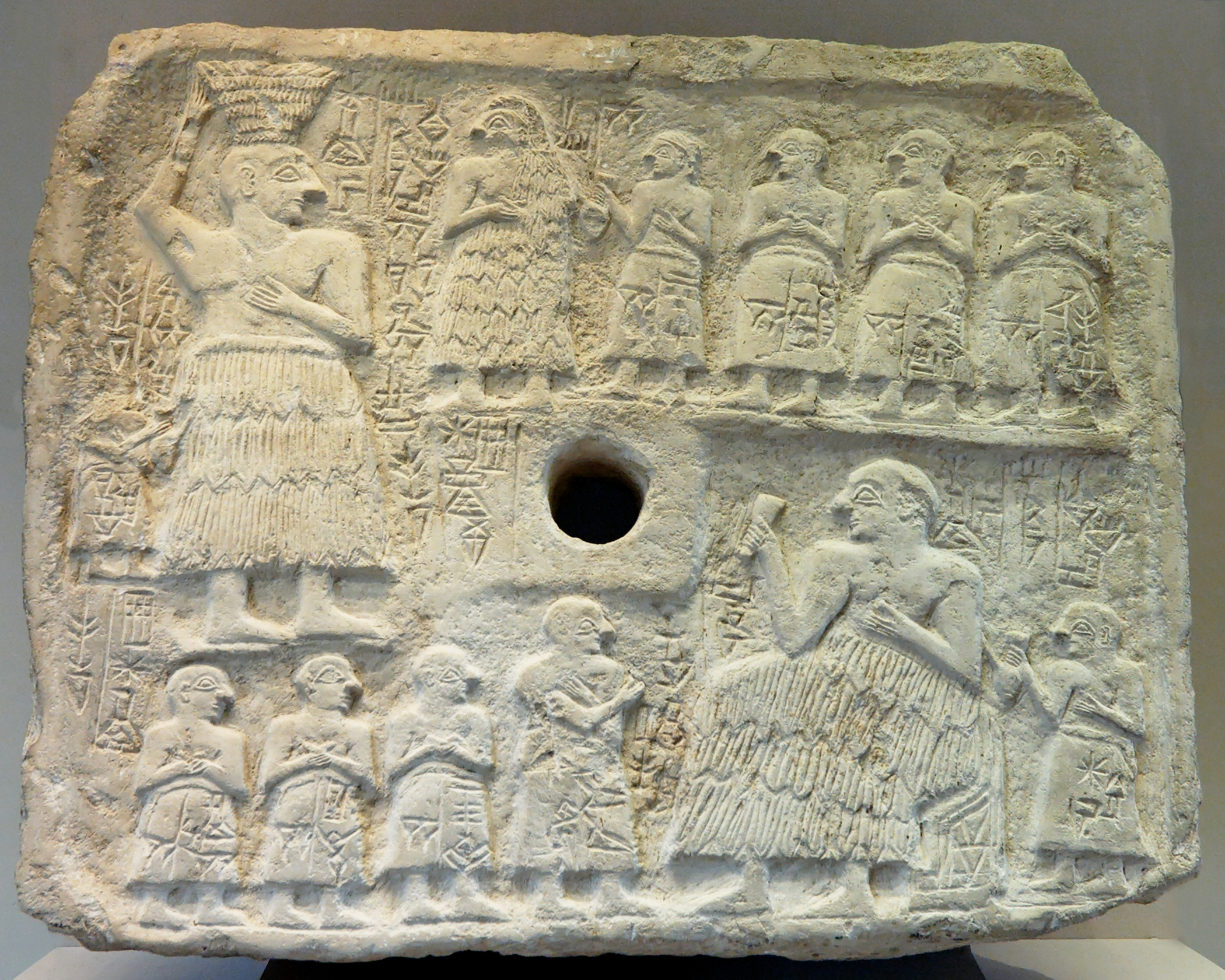
Relief votif du roi Ur-Nanshe de Lagash, commémorant la reconstruction du temple du dieu Ningirsu, Girsu, période des Dynasties archaïques.

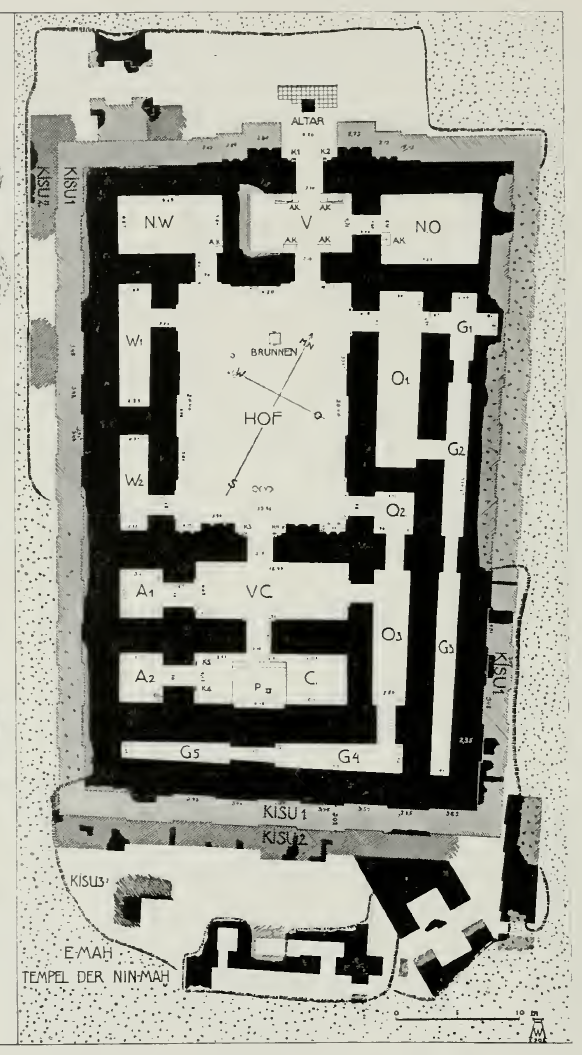
Plan du temple de Ninmah (É.MAH) à Babylone : entrée au nord, organisation autour d'une cour centrale (Hof) ouvrant au sud sur un vestibule (VC) puis la cella (C) à disposition barlongue, avec une niche pour la statue de culte face à sa porte d'entrée (plan dit « babylonien »).

Depuis les temps protohistoriques, le temple de plan tripartite est le centre du culte religieux public dans la société mésopotamienne. Il était considéré comme la résidence terrestre de la divinité, sa « maison » : c'est le sens du mot le désignant aussi bien en sumérien (é) qu'en akkadien (bītu(m)). L'organisation du temple était donc calquée sur celle d'une résidence : ils étaient souvent organisés autour d'une cour intérieure principale, puis (précédé d'un vestibule) le « saint des saints », la cella où se trouvait la statue du dieu principal, entourée parfois de celles de sa famille et de ses serviteurs. Les statues étaient placées sur un podium ou dans des niches. D'autres installations cultuelles ont pu être repérées lors des fouilles, même si leur fonction exacte n'est pas toujours claire : banquettes, plates-formes ayant pu servir pour la présentation d'offrandes et les sacrifices, bassins à ablutions, foyers, etc. Les espaces sacrés étaient en principe accessibles uniquement pour le personnel cultuel.
En règle générale, les grandes cités avaient toutes un temple principal, dédié à leur divinité tutélaire et à sa cour, qui étaient de véritables palais aménagés et restaurés avec soin par les rois, et disposaient d'un mobilier très riche. Au fil du temps, ces constructions sont devenues plus grandes, et ont été intégrées dans des complexes monumentaux, une enceinte délimitant souvent dans les villes du sud un espace sacré. Les complexes religieux comprenaient des installations directement liées au culte (cuisines, brasseries, entrepôts, bibliothèques des prêtres et archives des administrateurs), ainsi que d'autres constructions pouvant avoir un rôle cultuel, comme des portes (où il arrivait qu'on rende la justice), des esplanades et terrasses, des chapelles secondaires et les impressionnantes ziggurats, édifices à degrés dominant les grands centres religieux mais au rôle cultuel manifestement effacé. Les grandes villes comptaient en plus de leur temple principal d'autres temples, parfois très importants.
Les temples mésopotamiens étaient dotés d'un nom cérémoniel en sumérien, débutant par le terme « maison »/« temple » (é). Ce nom renvoie souvent à la sacralité de l'édifice ou sa grandeur et sa magnificence : Ezida « Maison pure » (é-zida) pour plusieurs temples de Nabû ; Ekur « Maison-montagne » (é-kur) pour le temple d'Enlil à Nippur. D'autres fois il est lié à la fonction de son dieu principal : Ekishnugal « Maison de la grande lumière » (é-kiš-nu-gal) pour Sîn à Ur ; E-Abzu « Maison de l'Abîme » (é-abzu) pour Enki à Eridu. Les ziggurats disposaient également d'un nom cérémoniel, parfois lié à leur fonction cosmologique : Eduranki « Maison-lien du Ciel et de la Terre » (é-dur-an-ki), à Nippur ; Ekunankuga « Maison-seuil du Ciel pur » (é-kun4-an-kù-ga), à Sippar. Il en allait de même pour les portes, les cours ou même les cuisines. Ces noms étaient souvent composés avec des termes mettant en évidence leur caractère éminent, comme mah, « auguste »/« sublime » ou kù, « sacré »/« propre »/« pur ». Ces noms, qui avaient une portée symbolique et réelle dans l'esprit des anciens Mésopotamiens, indiquent que ces lieux avaient capté une part de la sacralité des divinités qui y résidaient. Les inscriptions royales des souverains les plus développées célébraient la grandeur qu'on voulait leur donner, et certains temples ont même fait l'objet d'hymnes les célébrant.
La construction et la reconstruction des temples était donc cruciale, c'était un des devoirs principaux des souverains que d'entretenir ces temples et un moyen de glorification. Comme il fallait préserver les espaces sacrés et ne pas les bouleverser, plusieurs temples se succédaient souvent sur un même lieu, assurant ainsi la permanence parfois plurimillénaire d'un lieu de culte (notamment à Eridu). Les plans anciens étaient souvent repris, les inscriptions des rois ayant accompli des travaux dans l'édifice étaient respectées, et des rites de purification puis des fêtes devaient accompagner ces reconstructions.

### Autres lieux de culte
Le culte pouvait se dérouler dans des lieux privilégiés autres que les temples et leurs alentours. Dans l'espace urbain, on a parfois identifié des petits édifices qui pouvaient être des sortes de chapelles, donc des temples en miniature. Certains textes évoquent par ailleurs divers types d'installation cultuelles se trouvant dans les rues des villes (podiums, niches, etc.).
Dans les résidences, les particuliers disposaient peut-être d'installations pour un culte domestique dans certaines pièces, même s'il est difficile d'identifier des salles ayant servi en permanence pour un culte domestique comme a voulu le faire Leonard Woolley à partir des maisons dont il avait dirigé les fouilles à Ur. Ces cultes domestiques ont pu concerner des divinités familiales, notamment la divinité personnelle du chef de maisonnée, mais ils sont surtout attestés par le culte des ancêtres familiaux, qui avait lieu dans les résidences sous lesquelles les défunts de la famille étaient souvent enterrés.
D'autres cultes pouvaient avoir lieu en plein air, potentiellement en dehors des espaces urbains, par exemple des éminences rocheuses qui étaient parfois même divinisées. La proximité de l'eau était recherchée pour améliorer l'efficacité de rituels. Les cours d'eau servaient à la pratique de l'ordalie fluviale, dans laquelle une personne soupçonnée d'un délit grave devait se soumettre au jugement du dieu-fleuve en plongeant dans l'eau (sans doute lestée d'un objet lourd) : si elle en sortait vivante sa culpabilité était lavée par le dieu, et si elle mourrait, c'était vu comme sa mise à mort par le dieu, et donc comme une preuve de sa culpabilité.

### Les calendriers cultuels
Les calendriers de la Mésopotamie antique étaient de type luni-solaire : une année solaire (mu/šattu(m)) de douze mois lunaires (iti/warhu(m)) composés de 29 à 30 jours solaires (ud/ūmu(m)), avec des mois intercalaires ajoutés à des intervalles réguliers pour ne pas perdre le fil des saisons. À la période archaïque, chaque cité-État disposait de son propre calendrier, issu d'une longue histoire qui nous échappe. Au IIe millénaire av. J.-C., toute la Babylonie finit par adopter le calendrier de Nippur, qui est ensuite repris en Assyrie. Les scansions principales de l'année suivaient le rythme des saisons et partant de là le rythme de l'agriculture. L'année débutait à l'équinoxe de printemps (sauf à Assur au début du IIe millénaire av. J.-C. où l'année débutait à l'équinoxe d'automne). L'étymologie du nom des mois renvoie parfois à ce cycle, mais plus souvent à des fêtes religieuses et à la mythologie (mais tout cela allait de pair). Le mois portant le nom du dieu Dumuzi (juillet-août) rappelle le moment à partir duquel celui-ci eut le droit de sortir des Enfers, où il résidait une moitié de l'année. Le calendrier était émaillé de nombreuses cérémonies liturgiques revenant à des intervalles réguliers, les fêtes religieuses. Certaines se déroulaient plusieurs fois dans le mois, alors que d'autres étaient annuelles, comme la fête du Nouvel An. Chaque cité, voire chaque temple, disposait de son propre calendrier de fêtes en fonction de ses grands dieux locaux.

### Périodes fastes et périodes néfastes
Le rôle des calendriers et autres marqueurs temporels n'était pas juste à finalité pratique, mais aussi et avant tout magique et religieux, car il existait en Mésopotamie comme dans d'autres civilisations antiques une croyance en des périodes fastes (šu/magir, mitgaru) et néfastes (nu-un-šu/la magir), plus ou moins propices à certaines activités, ou carrément mauvaises/maudites (hul/lemnu). Certains jours étaient vus comme néfastes pour des points précis (rituels religieux, aliments, sexualité, exercice d'une profession précise, du commerce de l'argent, procès, etc.). Parfois, ce n'étaient que des moitiés de jours qui étaient considérées comme néfastes. À partir de la seconde moitié du IIe millénaire av. J.-C., ces périodes sont reportées dans des almanachs, qui notent les jours (hémérologies) ou les mois (ménologies) favorables et défavorables. Mais de telles prescriptions existaient déjà auparavant : une lettre de Mari au XVIIIe siècle av. J.-C. nous apprend par exemple que le roi Hammurabi de Babylone refuse de prêter un serment invoquant le dieu Sîn un 25 du mois car le dieu est indisposé ce jour-là. Les 7, 14, 21 et 28 du mois étaient des « jours dangereux », généralement néfastes pour toutes sortes d'activités ; leur retour tous les sept jours (un quartier de mois lunaire) est peut-être à l'origine du sabbat et de la semaine. Suivant le calendrier lunaire des Mésopotamiens, ces prescriptions suivaient souvent les phases de la Lune ; et avec le développement de l'astrologie le rôle des mouvements stellaires dans la détermination de ces moments propices ou non prit de l'importance. La nuit était également une période propice pour procéder à certains rituels, notamment ceux d'hépatoscopie et d'exorcisme invoquant les « divinités de la nuit » (des astres). Les prescriptions liées aux périodes fastes et néfastes étaient en effet surtout déterminantes pour les rituels, certains ne pouvant avoir d'efficacité que s'ils étaient accomplis à un moment précis, en particulier lors des fêtes religieuses. Le recours à des pratiques divinatoires était souvent nécessaire pour déterminer ces périodes fastes et néfastes, les dieux étant en dernier lieu les ordonnateurs des temporalités des actes des humains.

## Les acteurs du culte

### Les souverains

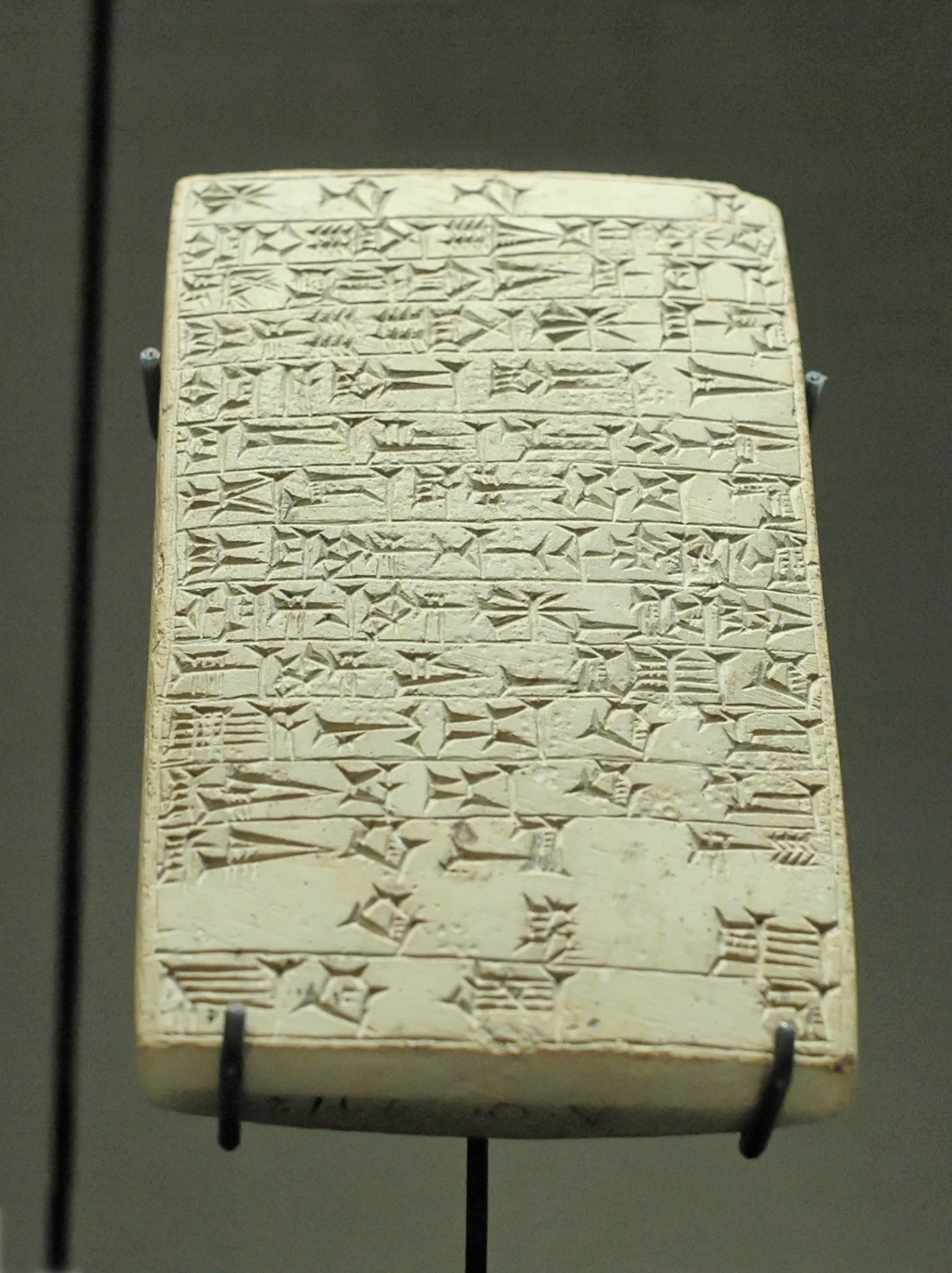
Tablette commémorant la fondation du temple de Nanaya, bâti par les rois Kudur-Mabuk et Rîm-Sîn de Larsa, fin du

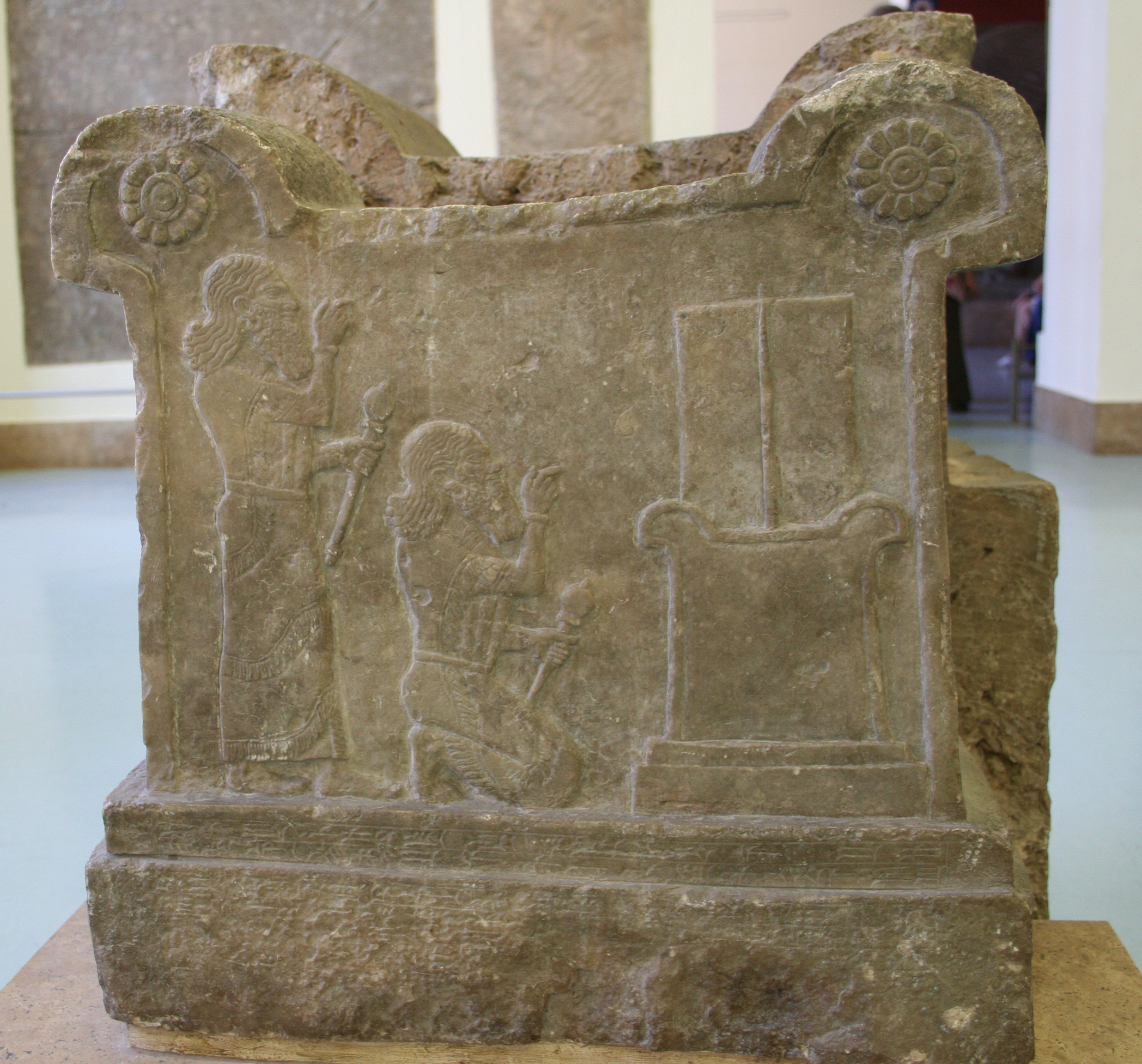
Autel en albâtre orné d'un bas-relief montrant le roi assyrien Tukulti-Ninurta Ier (1245-1208 av. J.-C.) en deux postures d'adoration (debout et à genou) face à un autel portant des symboles divins, trouvé Assur et conservé au Vorderasiatisches Museum (Musée de Pergame) de Berlin.

Le roi était considéré comme un intermédiaire entre humains et dieux, même s'il n'a jamais été à proprement parler un prêtre et s'il fut rarement divinisé (ce fut cependant le cas à Akkad et Ur). Quoi qu'il en soit, il occupait clairement une position à part parmi les humains et sa fonction avait indéniablement un aspect sacré. Il était vu comme l'élu des dieux, qui pouvaient le faire chuter s'il n’est pas digne de sa charge en suscitant notamment sa défaite militaire contre un adversaire vu comme plus vertueux. Toutes ses actions étaient censées refléter des volontés divines ; il devait en particulier faire régner la justice et la paix.
Les relations du monarque avec les institutions religieuses (qui sont considérées comme les propriétés des dieux) étaient donc particulièrement importantes. Il faisait montre de grande générosité envers les temples : c'est lui qui finançait leurs travaux, leur culte, comme le documentent les nombreux textes commémoratifs royaux faisant des actes de piété des rois des actes aussi mémorables que leurs victoires militaires, appuyant leur légitimité. Le culte des temples était extrêmement dépendant de la volonté royale, et à plusieurs reprises, à la suite de périodes de crise, c'étaient les rois qui étaient les seuls à même de redonner leur dimension aux grands sanctuaires.
Le souverain prenait donc part à de nombreux actes de culte. Il devait s’entourer de spécialistes, chargés de l'aider à décrypter les messages divins (des devins) et de le protéger contre les forces obscures qui le menaçaient plus que tout autre du fait de sa position (des exorcistes). La présence de ces spécialistes au plus près du souverain est bien connue dans le cas des rois assyriens grâce aux archives de Ninive, qui montrent qu'ils jouaient un rôle important dans le quotidien royal. Le souverain était aussi un acteur de nombreuses fêtes religieuses. Parfois même il devait diriger des rituels spéciaux. Les rois assyriens devaient ainsi se soumettre à de nombreux actes cultuels, par exemple les bīt rimki, des bains purificateurs, et le takultu, un repas avec les dieux, en plus d’autres fêtes religieuses dans les grandes villes assyriennes.

### Le temple en tant qu'institution

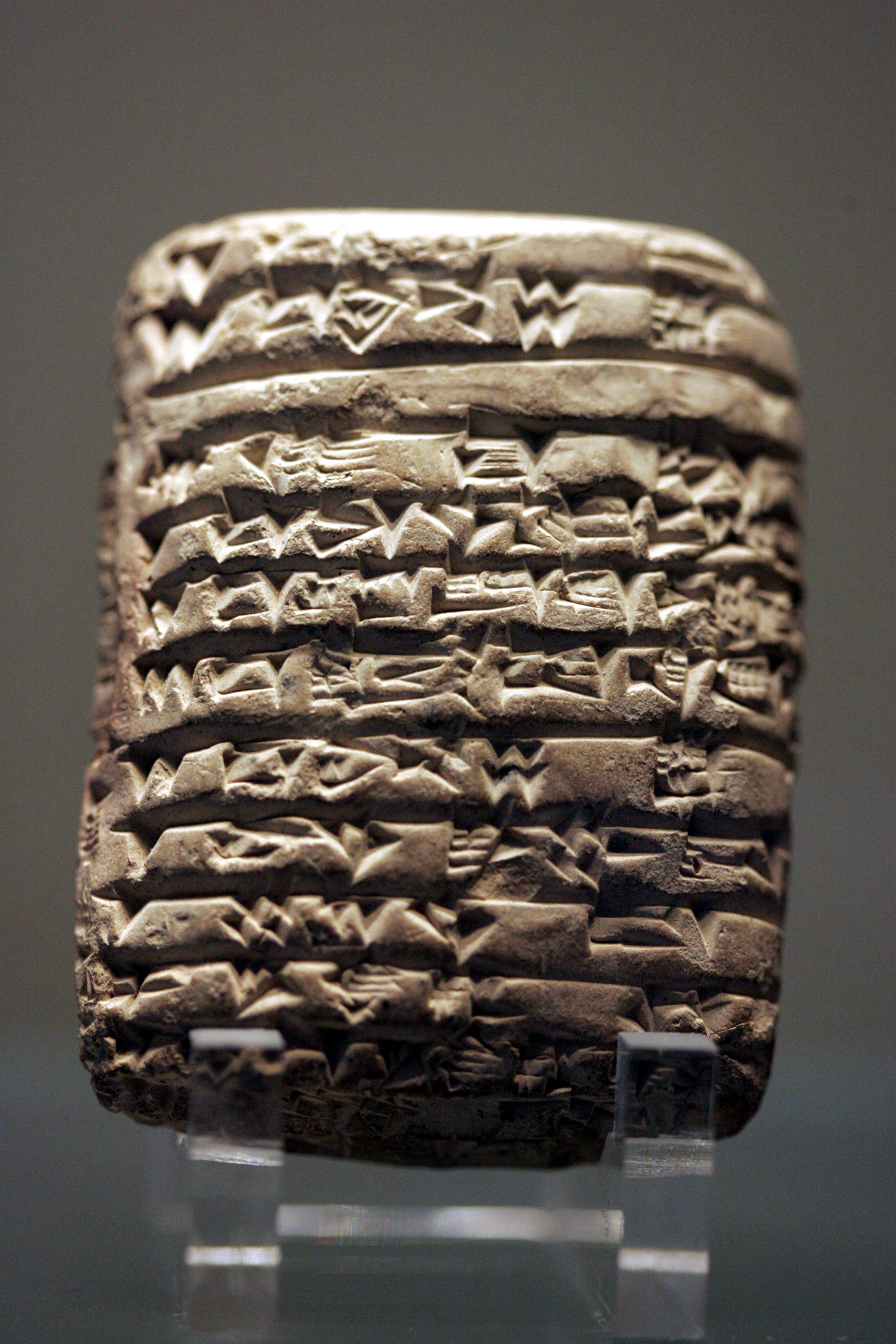
Tablette enregistrant les possessions d'un temple,, musée du Louvre.

Le temple était non seulement considéré comme la résidence de la divinité, mais aussi comme sa « maisonnée » (c'est un autre sens du terme é), disposant de ses propriétés et de ses propres activités,. Le dieu était donc propriétaire de terres, d'animaux, de bâtiments, d'objets, d'esclaves, etc. Cela devait matérialiser l'idée selon laquelle les hommes étaient les serviteurs des dieux.
Comme le reflète leur importance architecturale, dans le Sud les grands temples étaient une institution primordiale, encadrant le culte dans les villes majeures (y compris celui des petits temples) et disposant d'une grande partie des richesses locales, même s'ils n'en ont jamais eu la totalité, contrairement à ce qui a pu être développé dans le concept de la « cité-temple » du IIIe millénaire av. J.-C.). Cela explique pourquoi une grande partie de la documentation disponible sur l'histoire mésopotamienne provient de l'administration des temples.
Dès les époques anciennes, le temple est donc une institution polyvalente et jouant un rôle majeur dans la société. Il était évidemment prépondérant dans la conduite du culte religieux et dans les activités intellectuelles (les « savants » mésopotamiens étant des religieux et les bibliothèques des temples étant souvent très fournies). Mais c'était aussi une unité économique disposant de nombreuses terres exploitées par ses dépendants, d'autres propriétés (maisons, ateliers, marais), de troupeaux avec leurs étables, employant une grande partie de la population locale. Il commanditait des expéditions commerciales, faisait des prêts, parfois à des taux avantageux pour aider les plus démunis. Le temple méridional pouvait en effet avoir un rôle d'assistance sociale, entretenant les plus démunis (orphelins, veuves, infirmes). D'autres sanctuaires abritaient des sortes de cours de justice. Par ailleurs certains temples avaient des fonctions liées à celles de leur dieu : il était courant de faire des prestations de serments judiciaires dans ceux de Shamash, dieu de la justice, ceux de la déesse guérisseuse Gula pourraient avoir été des lieux de cure, etc.. C'est plus largement un lieu autour duquel gravitait souvent la société locale, depuis ses élites jusqu'aux plus humbles, servant de lieu de réunion aussi bien pour des célébrations religieuses que des affaires juridiques et économiques. En tant qu'institution, les temples devaient cohabiter avec des domaines privés et surtout ceux de l'autre institution dominante, les palais royaux et ceux des gouverneurs. Les rois ont de tout temps contrôlé étroitement et mobilisé les ressources énormes des temples (en particulier durant la période d'Ur III et souvent pour les grands travaux et l'armée), tout en les pourvoyant régulièrement en offrandes, notamment en terres et en esclaves. Mais les temples ont aussi constitué un pouvoir local important, qui a pu acquérir une autonomie plus large quand les royaumes territoriaux se sont étendus et que le centre du pouvoir s'est éloigné, notamment parce que les administrateurs du temple avaient un rôle d'encadrement de l'économie agricole locale et souvent des prérogatives judiciaires. En réalité il est difficile d'isoler l'administration du temple en la voyant comme un pouvoir religieux opposé à un pouvoir temporel tellement les deux sont imbriqués.
Cette situation n'est cependant valable que dans le Sud, et non dans les pays du Nord où les temples en tant qu'institution étaient certes importants en certains endroits (notamment dans des grands centres religieux comme Assur) mais pesaient moins face aux domaines royaux et aristocratiques. L'intérêt des temples du Sud est d'avoir une stabilité remarquable pour des raisons sans doute religieuses et culturelles, mais aussi parce qu'en tant qu'institution disposant de moyens considérables ils avaient la possibilité de faire face aux nombreuses incertitudes qui pesaient sur l'économie agricole de la Basse Mésopotamie (climat aride, hydrographie capricieuse, sol de mauvaise qualité, nécessité d'un système d'irrigation ordonné, de la mobilisation de nombreux travailleurs, d'un matériel d'exploitation et d'autres investissements coûteux). Leurs richesses étaient certes mobilisées pour le culte divin, particulièrement dispendieux. Mais elles étaient aussi largement tournées vers le fonctionnement économique du temple, qui entretenait un vaste système d'attribution et de redistribution de rations et de terres dont profitaient de nombreuses personnes, qu'il s'agisse de ses dépendants (donc les strates basses de la société), des rois et surtout des élites locales qui investissaient les hautes charges des temples leur offrant du prestige et des richesses (notamment par la concession de terres).

### Le clergé
Le culte des temples était pris en charge par un personnel diversifié. On peut distinguer parmi ceux-ci les personnes spécialisées dans l'administration des biens du temple (donc du dieu) de celles chargées de s’occuper des actes rituels, avant tout des offrandes quotidiennes faites aux divinités résidentes dans le temple. Le personnel administratif était dirigé par un grand intendant (souvent nommé šanga/šangu(m), parfois secondé par un šatammu(m), terme qui peut aussi être synonyme de šangu(m)) et appuyé par des subordonnés, dont le titre et la fonction variait selon le lieu et la période : trésoriers, scribes aux spécialisations diverses, superviseurs des différentes activités économiques. Dans la Babylonie récente, les administrateurs siégeaient dans une assemblée collégiale (kiništu, terme lié à l'hébreu knesset) qui avait des prérogatives administratives et judiciaires et servait parfois plus largement pour l'administration locale.
Le personnel cultuel était celui qui avait généralement le droit de pénétrer dans l’espace sacré du temple. On les appelait ērib bīti à partir de l'époque néo-babylonienne. Ils étaient généralement dirigés par un grand prêtre ou une grande prêtresse, souvent vus comme étant le conjoint ou la conjointe terrestre de la divinité à laquelle était destiné le temple. On trouvait ensuite divers spécialistes ayant à exercer une fonction au cours des actes rituels : les « lamentateurs » (gala/kalû(m)) ; les « purificateurs » (gudu4/pašīšu(m)) ; les « purificateurs de l'Abzu » (gudu4-abzu/gudapsû(m)) ; les musiciens ou chantres (nar/nāru(m)) ; etc. D'autres personnes devaient gérer des tâches artisanales ou domestiques pour le service divin : orfèvres, brasseurs, cuisiniers, portiers, etc. Il existait également dans les temples de Basse Mésopotamie un clergé féminin n'exerçant pas forcément des tâches cultuelles, comme les nāditu(m) de l'époque paléo-babylonienne, vivant dans des communautés (gāgu(m), souvent traduit par « cloître » même si elles pouvaient en sortir), auxquelles on interdisait d’avoir des enfants. Une autre catégorie de personnel féminin évoluant dans le milieu des temples, les qadištu(m), pourraient avoir été des « prostituées sacrées », mais cela reste débattu,.
Le personnel des temples était rétribué de plusieurs façons. Il pouvait d'abord recevoir des « champs de subsistance », des terres agricoles appartenant au temple dont il devait tirer un revenu. Une autre façon de le rémunérer était le versement de rations, dont le contenu était défini en fonction de la hiérarchie des desservants. Ces rations consistaient en la redistribution des offrandes faites au dieu. Certaines charges, surtout celles liées au service matériel, pouvaient être des prébendes : on les achetait, on les vendait, on pouvait les transmettre par héritage, et même les diviser pour les partager avec d'autres personnes ; elles donnaient droit à un revenu appréciable. Les personnes participant au culte en tiraient donc des ressources appréciables qui les plaçaient parmi les privilégiés de la société mésopotamienne.
D'autres spécialistes du culte n'étaient pas systématiquement rattachés au temple ou au palais, même si ce sont les endroits où on les voit le plus évoluer dans nos sources. Il s’agit des spécialistes des rituels importants, la divination et l'exorcisme. Leurs professions avaient donné lieu à une abondante littérature technique, ce qui montre à la fois l'importance et la complexité de ces professions, qu'on exerçait généralement de père en fils. Les spécialistes de la divination étaient les barū(m) (« devins ») ; à l’époque néo-babylonienne, on distingue de ce groupe les spécialistes de l’astrologie (tupšar Enūma Anu Enlil). Les spécialistes de l’exorcisme étaient les āšipu(m) (« exorcistes »). Les lamentateurs pouvaient également rentrer dans cette catégorie. Au Ier millénaire av. J.-C., ils donnent naissance à une sorte de classe de lettrés (ummānu), disposant de bibliothèques importantes, dans des palais, des temples, ou dans leurs résidences privées. Les rois s'entouraient de ces spécialistes pour être en contact avec le monde divin et s'assurer une protection contre les forces maléfiques.

### Les particuliers et la piété personnelle

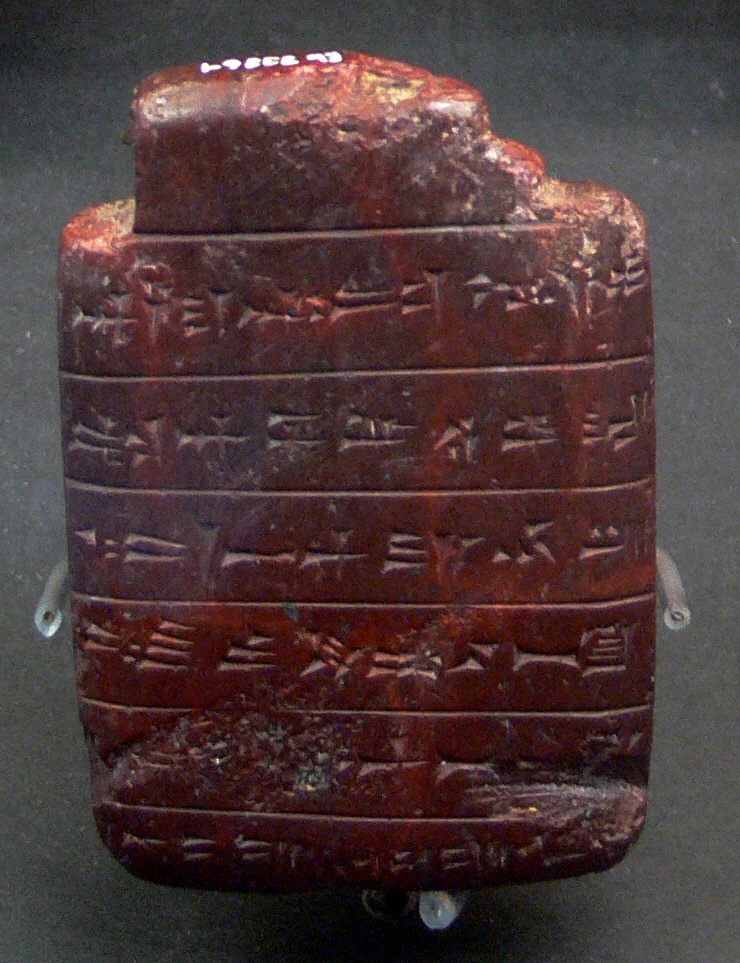
Amulette inscrite avec une incantation visant à repousser la démone Lamashtu, période néo-assyrienne (911-609 av. J.-C.), Museum zu Allerheiligen de Schaffhouse.

Les sources sur la religion mésopotamienne documentent essentiellement la religion officielle et laissent de côté la religion de la majorité de la population. Celle-ci était largement tenue à l'écart des cultes officiels puisqu'elle ne pouvait pénétrer dans l'espace sacré des sanctuaires, mais elle avait toujours la possibilité d'interagir avec le clergé quand il s'agissait de faire des offrandes aux grands temples, d'assister aux grandes fêtes religieuses publiques, mais aussi de faire appel à l'expertise des spécialistes du culte (notamment les devins et exorcistes) dans des cas importants et graves. Pour le reste, les « laïcs » devaient accomplir de nombreux actes cultuels quotidiens, en particulier ceux que l'on peut regrouper dans la nébuleuse des cultes domestiques, effectués au niveau des maisonnées « privées » (c'est-à-dire en dehors du milieu des temples et du palais). Ceux-ci sont connus par une poignée de textes littéraires et surtout de nombreux objets retrouvés lors de fouilles de résidences, dont l'interprétation n'est pas toujours aisée (maquettes de maisons servant d'autels, plaquettes représentant des divinités, amulettes, figurines de protection enterrées sous certaines pièces, etc.). Des divinités familiales ou personnelles pouvaient être invoquées lors de rituels domestiques, et recevoir des offrandes, ou bien se voir adresser des prières. Il semble qu'on ait considéré que chaque individu avait « son dieu », divinité personnelle protectrice à qui il fallait régulièrement rendre hommage. Il est difficile de savoir qui étaient exactement ces divinités, qui dans bien des cas semblent être des figures mineures voire absentes des panthéons officiels. Le culte des ancêtres de la famille était également très important. Ces cultes étaient manifestement dirigés par le chef de la maisonnée quand ils ne nécessitaient pas l'intervention des spécialistes du culte. Cette responsabilité se transmettait de père en fils en temps normal, et n'incombait que dans des cas exceptionnels aux femmes, qui jouaient un rôle secondaire dans les cultes domestiques.
La dévotion quotidienne se décèle en premier lieu dans les noms de personnes, qui sont formulés comme une courte prière ou une louange et construits autour d'un nom divin, comme Sîn-nawir « Sîn est étincelant », Mannu-ki-Aššur « Qui est pareil à Assur ? », Ištar-ummi « Ishtar est ma mère », Šamaš-hatin « Shamash est le protecteur », etc. Ces formules permettent notamment de déceler quels dieux sont les plus vénérés à une époque et dans un lieu, les dieux tutélaires locaux étant souvent au premier rang,. Des formules courtes de bénédiction et de prière apparaissent aussi dans des documents exprimant la personnalité des gens comme les lettres et les sceaux-cylindres, mais on ne sait pas dans quelle mesures elles étaient prononcées oralement au quotidien. 
Les particuliers devaient prendre part à des rituels sur leurs problèmes quotidiens. Il fallait finalement défendre les membres de la maisonnée contre tous les maux qui pouvaient les atteindre, généralement incarnés par des démons, mais aussi tenter d'atteindre plus de sécurité et de prospérité dans la vie. Parmi les préoccupations décelables dans les sources, se voient ainsi la protection contre les maladies et les problèmes de fertilité (particulièrement la grossesse et l'accouchement menacées par la démone Lamashtu et protégées par Pazuzu), ou encore la protection de la résidence contre les démons et les malheurs par des rites et dépôts d'objets protecteurs. La majeure partie de la population étant impliquée dans les activités agricoles, elle participait à divers rituels liés à celle-ci ou les accomplissait, notamment ceux visant à prévenir les malheurs mettant en péril la récolte. D'autres activités quotidiennes, en particulier économiques et juridiques, impliquaient des serments et autres gestes rituels, comme la conclusion de contrats ou les actes de témoignage. Les rituels ayant lieu lors de certains moments importants de la vie, en particulier le mariage, sont en revanche très mal connus, et donc leur caractère potentiellement religieux nous échappe en général.

## Les pratiques rituelles

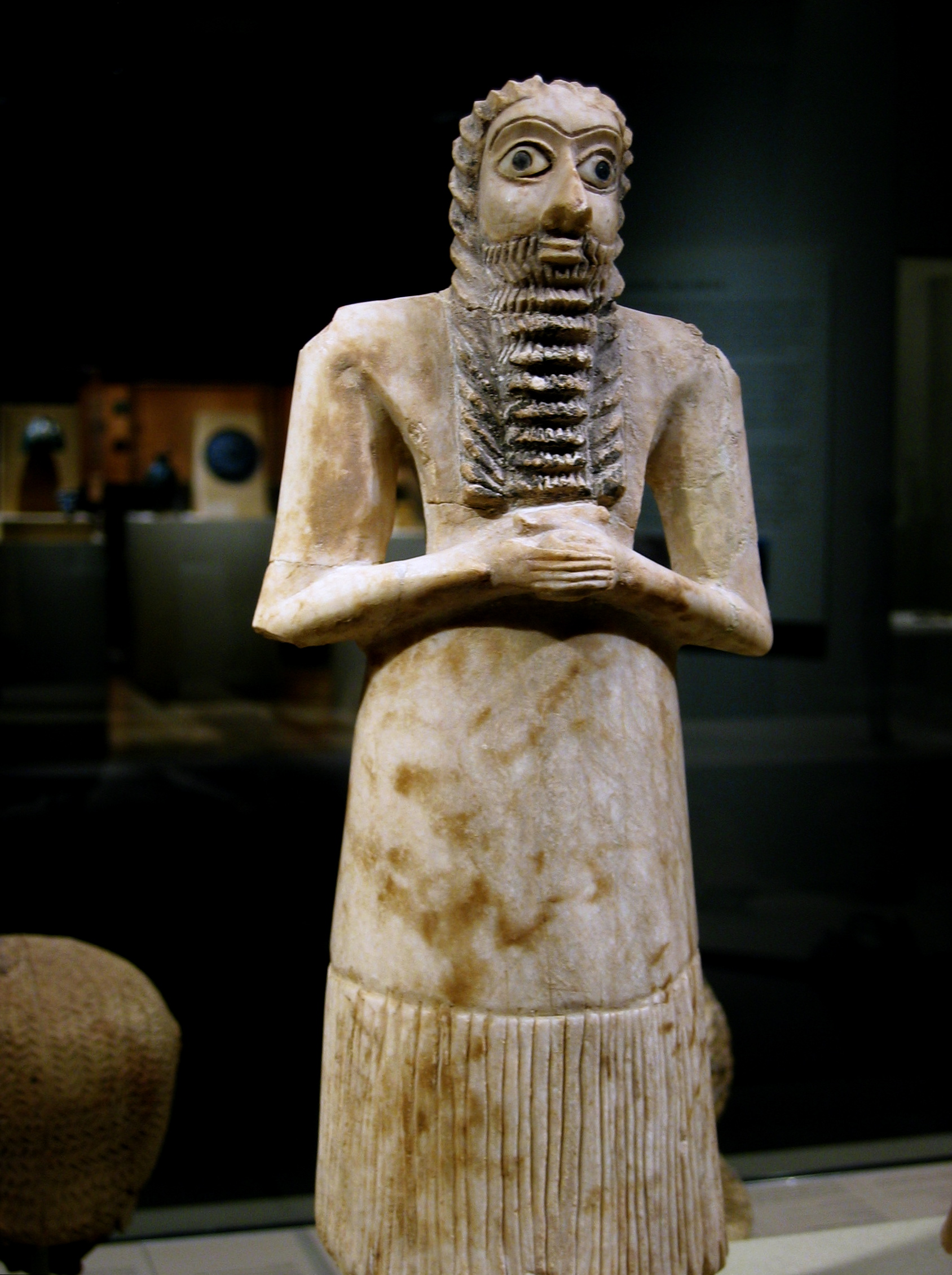
Statuette votive représentant un homme en position de prière, Tell Asmar, Dynasties archaïques II (2750-2600 av. J.-C.).

### Les statues divines
La présence des dieux sur Terre était matérialisée, au moins à partir de la période d'Ur III, par les statues anthropomorphiques les représentant abritées dans la cella de leur temple. Celle-ci était censée être le dieu lui-même. Aussi apportait-on le plus grand soin à sa confection : les dieux les plus importants avaient des statues réalisées en bois de qualité, métaux rares et pierres précieuses. Après la réalisation de l'objet, le rituel du « lavage de la bouche » (mīs pī) ou de l'« ouverture de la bouche » (pīt pī) assurait la présence divine dans l'objet. La statue de la divinité était ensuite au centre de son culte : c'était à elle qu'étaient adressées les offrandes, elle était vêtue, parée, maintenue pure (d'où la présence de prêtres « purificateurs »). Elle était déplacée parfois lors de processions.

### Offrandes et service quotidien des dieux

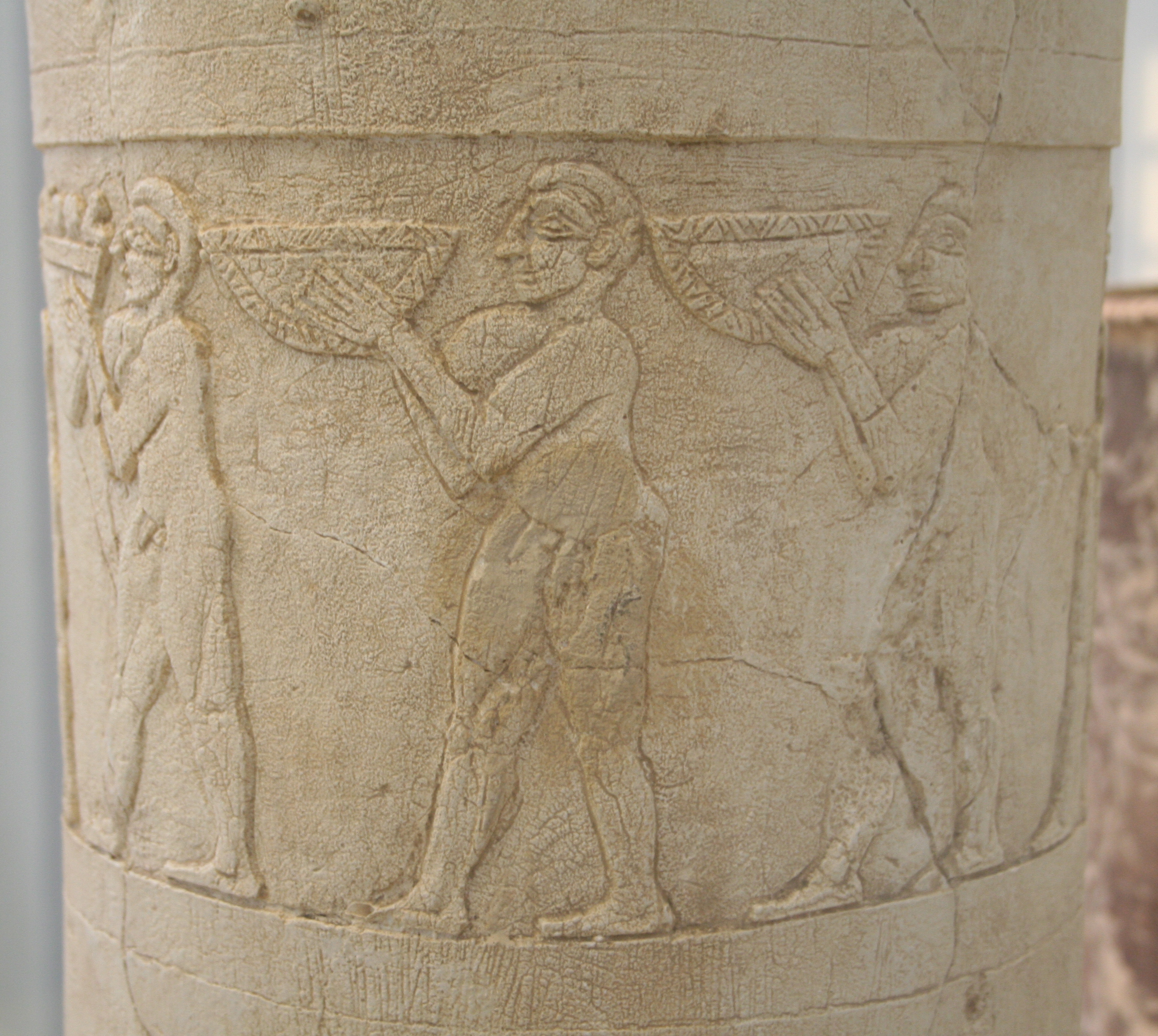
Porteurs d'offrandes destinées à la déesse Inanna, détail du grand vase en albâtre d'Uruk, c. 3000 av. J.-C., Pergamon Museum.

Il fallait assurer le quotidien du dieu par des offrandes (des sacrifices) régulières. Il s'agissait d'abord de repas destinés à le nourrir. Ils étaient parfois fixés dans des textes rituels. Généralement, le service alimentaire du dieu était étalé sur quatre repas quotidiens, au rythme de deux repas (« grand repas » et « petit repas ») ayant lieu le matin et le soir. Il s'agit de véritables festins auxquels seule la table des rois pouvait se mesurer : un dieu recevait des aliments végétaux, notamment des céréales, de la viande d'animaux sacrifiés, et des boissons (vin, bière, lait) à foison. À Uruk à l'époque séleucide, Anu et les autres grands dieux locaux recevaient quotidiennement des centaines de miches et galettes faites avec plus de 600 litres de farine d'orge et d'épeautre, une quarantaine de moutons, des dizaines de volailles, etc. Au cours du sacrifice des animaux (surtout des moutons et des bœufs), on récitait des invocations. Ces différents mets pouvaient être cuisinés. Après une présentation devant le dieu, on les répartissait entre les officiants du temple et le palais royal, selon des règles précises,.

« Bœufs et moutons d’offrande régulière, de chaque jour, de toute l’année, pour Anu, Antu, Ishtar, Nanaya et les autres dieux demeurant au Bit-Resh, à l’Erigal et l'Esharra, le sublime-parakku de la ziggurat d’Anu. […] Au grand repas du matin de toute l’année, 7 moutons de première qualité, gras, purs âgés de deux ans, ayant mangé de l’orge ; 1 mouton-kalû, d’offrande régulière, gros, (nourri) de lait : en tout 8 moutons d’offrande régulière. 1 grand bœuf, 1 veau de lait et 10 moutons, gros, venant (en qualité) après les (autres), n’ayant pas mange d'orge : en tout, au grand repas du matin de toute l’année, 18 moutons, dont 1 mouton-kalû, d’offrande régulière, (nourri) de lait ; 1 grand bœuf ; 1 veau de lait. Sur le bœuf et le(s) mouton(s) tandis qu’ils sont égorgés, le boucher dira l’oraison (suivante) : « Le fils de Shamash (Sîn), le seigneur du bétail, a créé le pâturage dans la plaine ». Secondement, sur le bœuf et le(s) mouton(s), tandis qu’ils sont égorgés, le grand boucher à Anu, Antu, la Grande Étoile (Jupiter) et Dilbat (Vénus) dira (l’oraison) de vie (?), à aucun autre dieu il ne la dira. »

— Offrandes de viandes lors du grand repas du matin, un des quatre repas quotidiens des dieux d'Uruk au IIe siècle av. J.-C..
Les autres offrandes pour le quotidien du dieu consistaient en des vêtements et bijoux, du mobilier (lits, chaises), de la vaisselle et des bateaux ou des chariots pour ses déplacements processionnels. Il fallait donc lui fournir tout ce qui pouvait lui servir au quotidien. Ces objets allaient dans le « trésor » du temple. Des rituels avaient également pour but de divertir le dieu, par de la musique notamment. Tout cela se faisait aux frais du temple (et de leurs domaines), des autorités de la ville et du royaume, ou bien grâce aux offrandes faites par des particuliers. En effet les offrandes régulières, quotidiennes ou périodiques (lors des fêtes) coexistaient avec des offrandes occasionnelles, faites par un individu à titre personnel dans le but de solliciter une faveur divine. Elles peuvent consister en des sacrifices alimentaires, mais sont surtout connues par des trouvailles d'objets avec des dédicaces, par exemple des statuettes (certaines étant la propre représentation du dédicant).

### Fêtes religieuses et processions

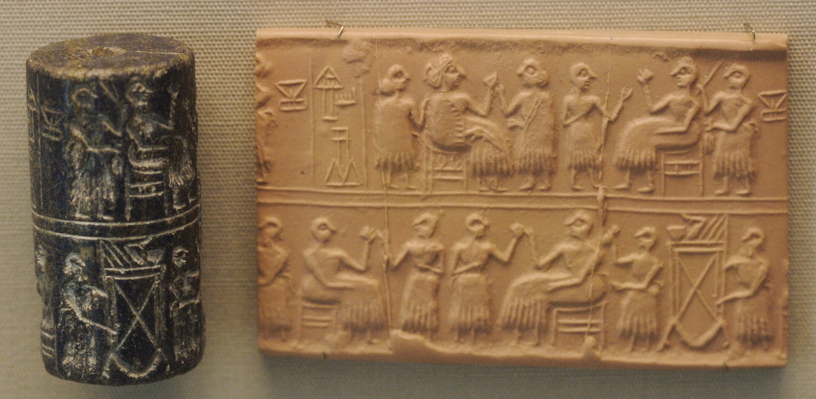
Sceau-cylindre de la « dame » (nin) Puabi d'Ur, avec son empreinte représentant une scène de banquet cultuel, c. 2500 av. J.-C., British Museum.

À côté de l'entretien quotidien du dieu, qui devait être immuable, certains moments de l'année étaient marqués par des fêtes (ezem ou siskur) organisées en l'honneur de divinités. Les calendriers cultuels mésopotamiens pouvaient en compter un grand nombre durant l'année, mais la plupart restaient probablement confinées au monde des temples. Certaines revenaient à des intervalles rapprochés, comme les fêtes appelées eššešu(m) liées au cycle lunaire, qui se déroulaient quatre fois par mois au début du IIe millénaire av. J.-C. (les 1, 7, 15 et 25 du mois dans le calendrier cultuel d'Ur). Ce type de fêtes donnait lieu à des rituels spécifiques, mais peu impressionnants à côté de ceux effectués lors des grandes fêtes annuelles, à commencer par la fête appelée akītu(m) qui se retrouve dans plusieurs cités mésopotamiennes dès le milieu du IIIe millénaire av. J.-C., et a probablement des racines très anciennes. Sa version la mieux connue est celle qui se déroulait à Babylone au Ier millénaire av. J.-C., en l'honneur de Marduk, lors du Nouvel An. Le rituel du « Mariage sacré » (hiérogamie), que l'on relie à la tradition mythologique relatant les amours de la déesse Inanna et du dieu Dumuzi, est un autre type de fête courant dans les cités de Mésopotamie. La question de savoir s'il a impliqué des acteurs humains à des hautes époques est discuté, il est en tout cas évident qu'aux époques plus tardives il a consisté en des fêtes culminant dans une cérémonie de mariage (hašadu) au cours de laquelle les statues d'un dieu et d'une déesse étaient unies. Les fêtes religieuses donnaient souvent lieu à des processions de statues divines : les statues sortaient de leur temple pour des processions intra-urbaines, voire pour de véritables voyages sur de plus longues distances pour aller rencontrer les divinités d'autres lieux de culte, parfois dans de véritables assemblées divines comme durant la fête babylonienne du Nouvel An.

« (Le roi) étant arrivé [devant Bêl, l’urigallu sortira (du sanctuaire), puis il prendra [des mains du roi le sceptre, le cercle, la harpe. Il prendra sa tiare royale. Il introduira devant Bêl ces (objets) et il les placera sur un siège devant Bêl. Il sortira (du sanctuaire), puis il frappera la joue du roi. […] derrière lui il placera. Il l’introduira devant Bêl, […] il tirera ses oreilles, il le fera s’agenouiller par terre. […] Le roi dira une fois ceci : « [Je n’ai pas pé]ché, seigneur des contrées, je n’ai pas été négligent à l’égard de ta divinité. [Je n’ai pas détruit Babylone, je n’ai pas ordonné sa dispersion. [Je n’ai pas ébranlé l’Esagil. Je n’ai pas oublié ses rites. Je n’ai pas frappé la joue des clients ; […] je [n’ai [pas] causé leur humiliation. [Je me préoccupe] de Babylone, je n’ai pas abattu ses murailles. »

— Extrait du rituel du Nouvel An (Akītu) à Babylone (texte d'époque séleucide).

### Prières aux dieux

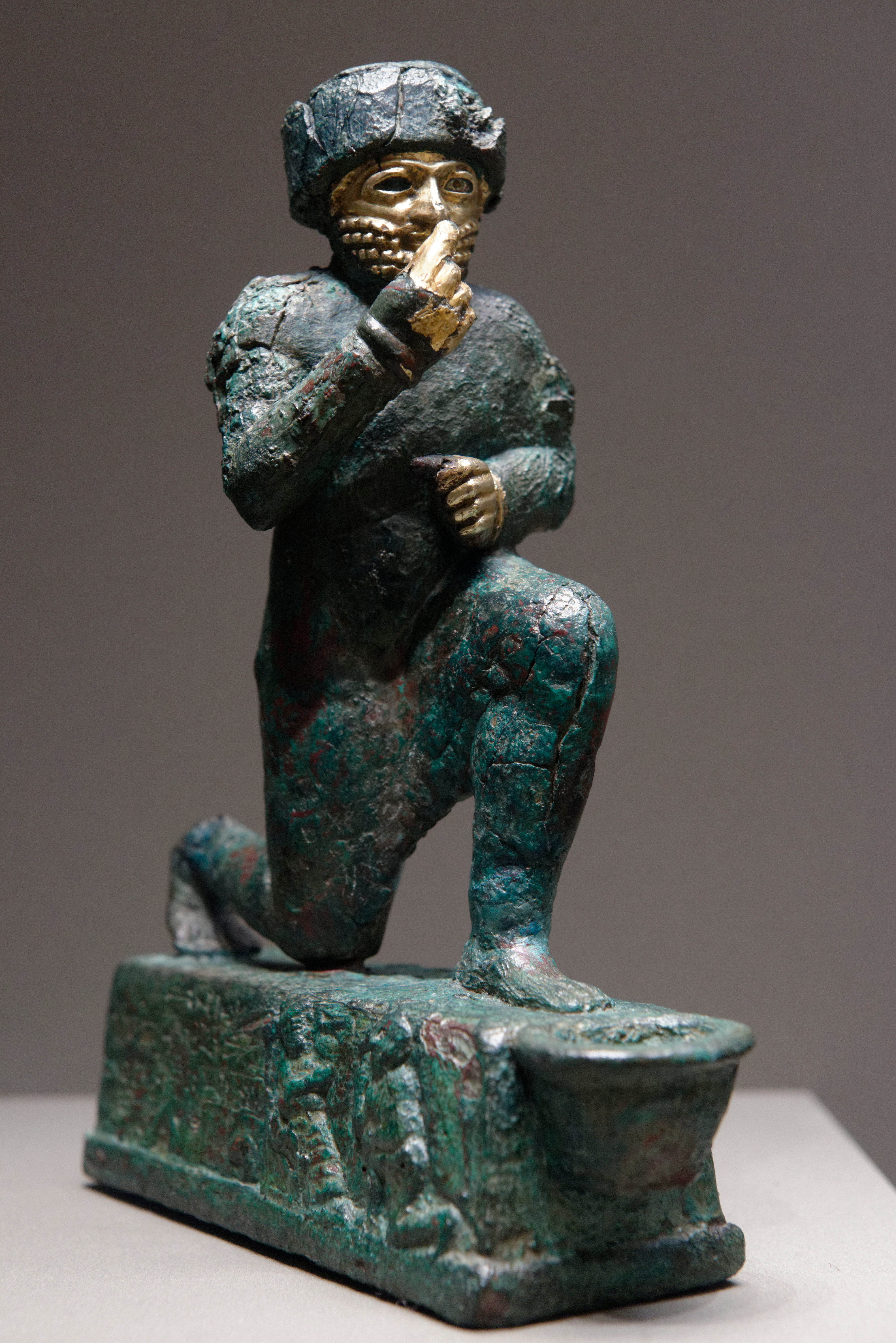
L'« adorant de Larsa », statuette d'un homme en position de prière à main levée, offerte au dieu Amurru,, musée du Louvre.

La spécialité des « chantres » ou « lamentateurs » (gala/kalû(m)) était de calmer le cœur des divinités irritées ou de plus largement s'attirer leurs faveurs, en récitant des chants que l'on caractérise souvent comme des « hymnes » ou « prières », souvent accompagnés d'instruments de musique (harpes, tambourins, flûtes). Ils officiaient régulièrement aux côtés d'exorcistes lors de rituels de guérison d'un mal ou de purification. Des prières devaient être prononcées pour renforcer l'efficacité de divers rituels, exorcistiques ou divinatoires. D'autres avaient une fonction difficile à déterminer, rentrant apparemment dans le cadre d'une piété personnelle. Tout cela rentre dans le cadre de la relation complexe entre les hommes et les dieux : si les premiers sont au service des seconds, en retour ces derniers doivent aussi à aider les hommes, qui ne manquent pas de leur rappeler.
Les Mésopotamiens distinguaient plusieurs types de chants et prières en fonction de leur but ou de leur forme. Certains chants rituels étaient simplement caractérisés suivant leur aspect ou les instruments qui les accompagnaient : les « chants longs » (šir-gida), « lamentations au tambourin » (ér-šèm-ma), des dialogues (bal-bal-e), les adab et les balag (accompagnées par l'instrument du même nom, respectivement des sortes de cymbales et de lyre). On connaît également des prières pénitentielles plus personnelles, visant à se faire pardonner une faute commise envers un dieu, notamment les « lamentations pour calmer le cœur d'un dieu irrité » ou les « prières pour faire revenir un dieu irrité ». Elles débutaient par une invocation du dieu, suivie de la reconnaissance de la culpabilité, et s'achevait par une lamentation et une demande de pardon. Il existait également des hymnes/prières de demande « à main levée » (parce qu'on les prononçait en levant la main à hauteur du visage), qui adressaient une plainte à un dieu, en cas d'un malheur subi.
Mon dieu, qu’a-t-il été fait ?

Mon dieu qui m’a façonné, qu’a-t-il été fait ?

La matrice qui m’a façonné, qu’a-t-il été fait ?

Mon père naturel qui s’est départi de son affection, qu’a-t-il été fait ?

Mon Lamma, qui gardait ma tête, qu’a-t-il été fait ?

Le marchand que j’ai payé en argent, qu’a-t-il été fait ?

Mon adjoint qui plante en terre la balance, qu’a-t-il été fait ?

Le pain que j’ai trouvé, je ne le mange pas par moi-même.

L’eau que j’ai trouvée, je ne la bois pas par moi-même.

Je ne retiens pas pour lui mon bœuf dans l’étable.

Je ne retiens pas pour lui mon mouton dans l’enclos.

Je suis (pourtant) traité comme quelqu’un qui aurait mangé seul le pain qu’il a trouvé.

Je suis (pourtant) traité comme quelqu’un qui aurait bu seul l’eau qu’il a trouvée.

Comme si je n’avais pas dit le nom de mon dieu : J’en suis ramené là !

Il a transformé ma maison en maison de larmes, s’est-il soucié de moi ?

Il a transformé ma demeure en demeure de sanglots, s’est-il soucié de moi ?

Mon dieu, je suis ton « image », tu me fais vivre dedans ! (...)
— Extrait d'une prière à un dieu personnel, (Dš no. 1 : H 175+152 : la tablette provient de Tell Haddad (Me-Turan) et peut être datée avec certitude de l’époque paléo-babylonienne)[réf. nécessaire].

### Divination

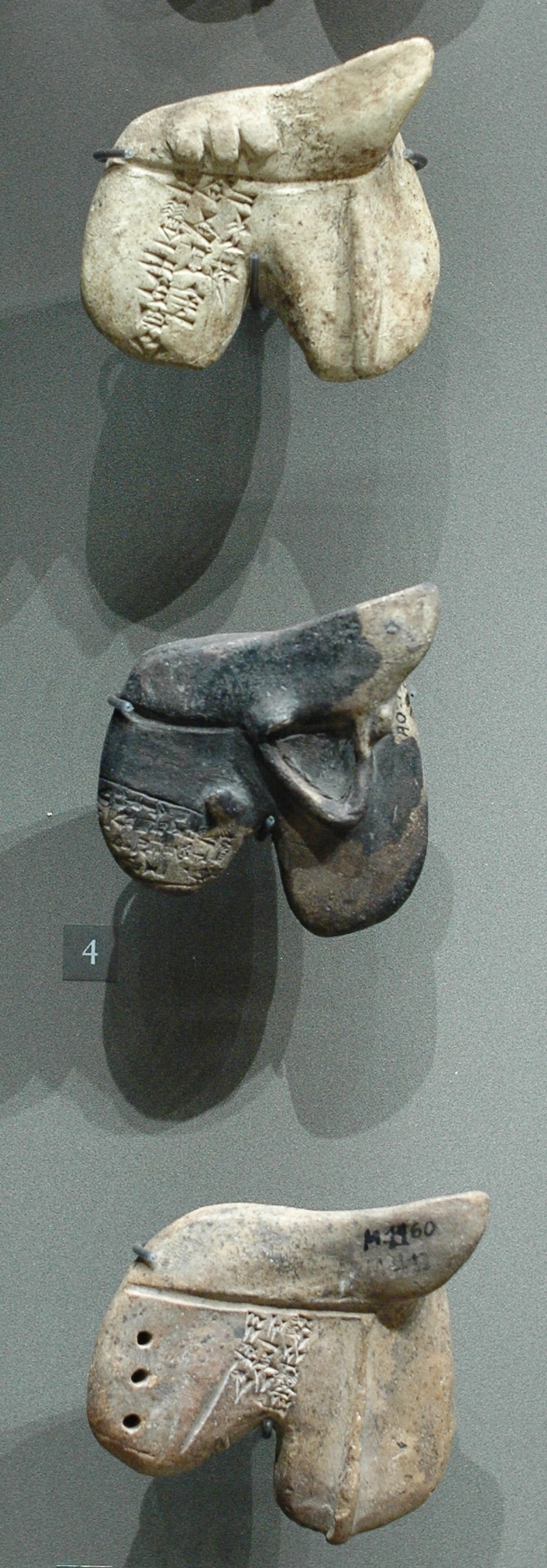
Maquettes de foies d'animaux servant à l'exercice de la divination,, Mari, Musée du Louvre.

La communication avec les dieux était une question centrale pour les anciens Mésopotamiens, en cela qu'elle devait leur permettre de savoir comment satisfaire leurs créateurs et maîtres. Les humains prenaient connaissance des volontés divines par la divination.
Les dieux envoyaient des messages qu'il fallait déchiffrer, grâce à l'aide des spécialistes, les devins. Ils pouvaient se trouver dans différents aspects de la vie quotidienne, plus ou moins exceptionnels en apparence, ce qui a donné lieu au développement de nombreuses branches de la divination : la tératomancie, lors de la naissance d'un nourrisson à la morphologie particulière ; l'astrologie, par l'observation un phénomène astral inhabituel ; l'oniromancie, par utilisation des rêves prémonitoires, ou les interprétations faites si l'on croisait un animal d'une telle couleur dans la rue, etc. Souvent, c'étaient les humains qui suscitaient le message divin, principalement par les procédures d'hépatoscopie et d'extispicine : on posait une question, puis la divinité devait donner une réponse dans les entrailles ou le foie d'un animal sacrifié (un agneau en général). C'est ce type de divination qui était le plus courant durant le IIe millénaire av. J.-C., aux côtés de l'astrologie qui connut un grand développement et devint dominante au Ier millénaire av. J.-C.. Elle était d'abord réservée à l'observation des phénomènes célestes vus comme des messages divins suivant la conception classique de la divination. Puis aux périodes tardives les progrès de l'astronomie et de la prédiction des mouvements célestes rendirent ces conceptions dépassées et on se tourna vers la rédaction d'horoscopes permettant de prédire l'avenir d'un individu en fonction de sa date de naissance (notamment son signe du zodiaque), genre qui connut un succès considérable dans le monde ancien.
Enfin, les dieux pouvaient également intervenir par l'intermédiaire de prophètes. Cette forme est surtout attestée en Haute Mésopotamie (Mari et Assyrie), où des témoignages indiquent qu'ils prenaient le contrôle d'une personne et exprimaient un message à destination du roi. En effet, la divination était surtout pratiquée dans le cercle du pouvoir, puisque c'était avant tout le roi, personnage à la charnière du monde des humains et de celui des dieux, qui devait se tenir au courant des volontés divines pour connaître le futur de son royaume, les actes de gouvernement à faire et à ne pas faire. C'est pour cela qu'il suscitait des pratiques divinatoires et demandait aux spécialistes de la divination de le tenir au courant de tous les phénomènes pouvant apporter un massage divin qu'ils auraient observé.

### Exorcismes

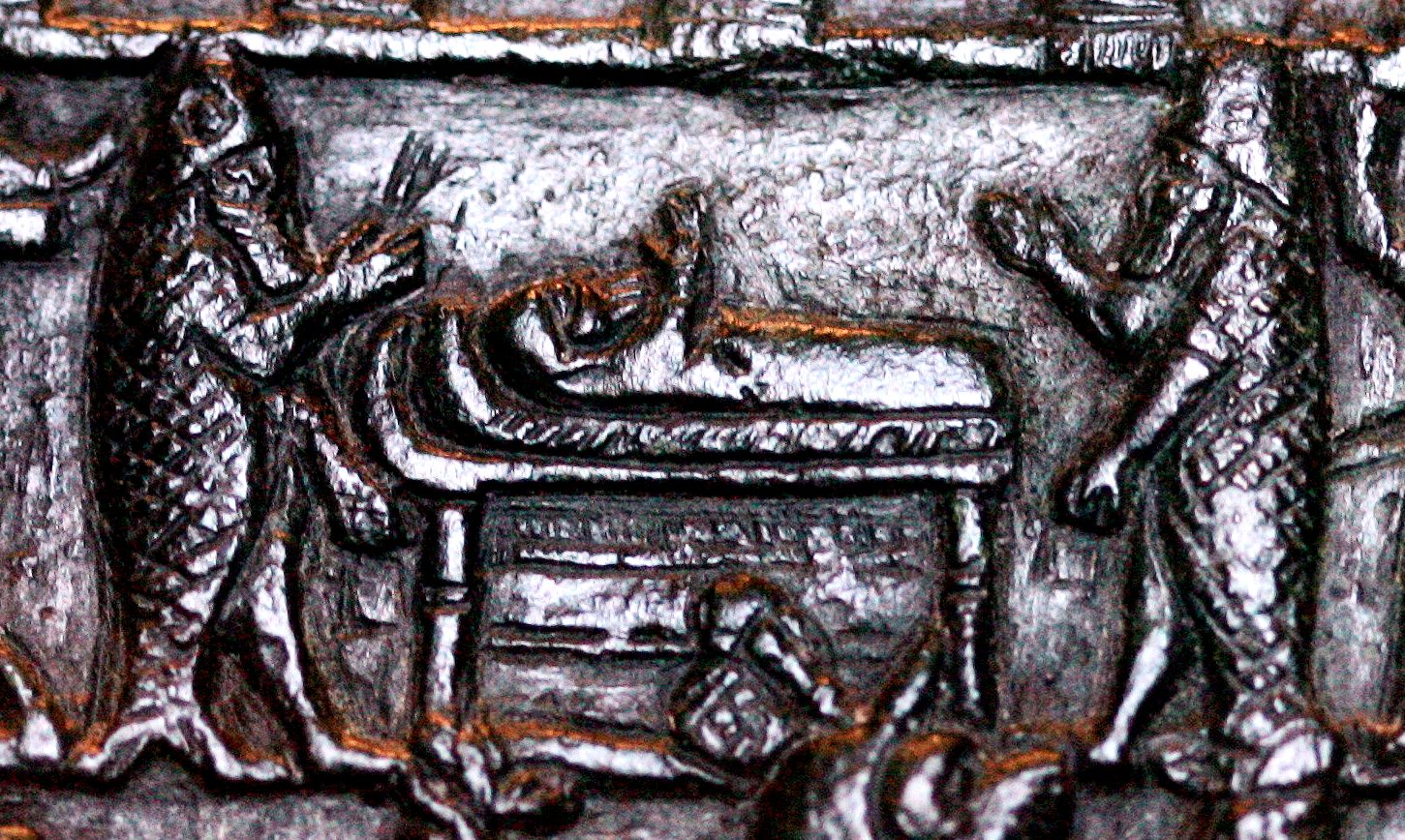
Scène de guérison d'un patient au cours d'un exorcisme, détail de la « plaque de Lamashtu », Assyrie du, Musée du Louvre.

Les rituels d'exorcisme avaient pour but de conjurer le mal affectant une personne. Ce dernier pouvait déjà s'être manifesté, ou bien simplement menacer la victime. L'exorcisme était dirigé par un spécialiste, le mašmašu(m) ou āšipu(m), qui pouvait être assisté par d'autres personnes, comme un lamentateur (kalû(m)), un devin (barū(m)) capable d'identifier la source du mal, ou un « médecin » (āsu(m)). Suivant les conceptions mésopotamiennes, le mal touchant une personne pouvait être provoqué par un dieu envers qui une personne avait fauté, par des démons (qui pouvaient agir pour le compte d'un dieu), des fantômes, mais aussi par des humains pratiquant la sorcellerie. Le mal pouvait se manifester par des maladies ou divers types de malheurs (perte d'argent, de relations, d'un emploi, etc.). Le mal était conjuré au cours de rituels de divers types, faisant appel à des pratiques magiques, utilisant des objets ordinaires ou des figurines qui étaient « enchantés » et devaient capter le mal avant d'être brûlés ou bien jetés à l'eau pour le purifier. Leur efficacité était renforcée par des incantations, qui appelaient les dieux au secours ou bien imploraient leur pardon, chassaient les démons. Ces rituels devaient parfois avoir lieu à des moments et dans des endroits précis pour renforcer leur effet : de nuit, à proximité d'une rivière, et/ou dans un cercle magique tracé à la farine sur le sol. Si c'était une maladie qui touchait la victime, le rituel d'exorcisme pouvait se compléter d'un remède médical « rationnel » ; la guérison d'un patient pouvait impliquer différents types de spécialistes et de remèdes, qu'ils soient magiques ou pharmaceutiques.
Les rituels d'exorcismes ont été compilés sur des tablettes depuis le IIIe millénaire av. J.-C., mais ils nous sont surtout parvenus dans de grandes séries rédigées au Ier millénaire av. J.-C., dont les principales étaient :
- les rituels maqlû, « crémation », ayant pour but de délivrer une victime de sorcellerie, et cherchant à vaincre le sorcier ou la sorcière ;
- les rituels šurpu, « combustion », s'effectuaient quand le mal avait touché une victime mais qu'on n'en connaissait pas la source, et s’achevaient en brûlant un objet sur lequel le mal avait été transféré ;
- les rituels namburbû, « pour sa dissolution », étaient accomplis pour sauver une personne avant qu'elle ne soit touchée par le mal qui lui avait été annoncé par un présage (ce rituel vient donc après consultation d'un devin) ; ils étaient donc de nature apotropaïque[126].

« Je me suis lavé les mains, j'ai purifié mon corps, dans l'eau de source pure qui vient d'Eridu. Que tout mal, toute influence mauvaise qui se trouve dans mon corps, dans ma chair, dans mes [veines, le mal prédit par les mauvais rêves, les mauvais présages, [les mauvais signes … prédit par l'haruspicine, l'égorgement des agneaux, ... (tout mal survenu par) ce que j'ai vu de jour en jour, ce que j'ai foulé dans la rue, aperçu dans les environs [de la ville, que le génie méchant, le spectre méchant, maladie, épidémie, insomnie, apathie, troubles, tourments, [pertes, fatigues, plaintes, douleur des intestins, tremblement, crainte, déjection, murmures adressés aux dieux, plaintes, (l'effet) du serment, de la prière, de l'invocation magique, envoûtement, salive (malfaisante), suie (malfaisante), et tout [mauvais sort jeté par des hommes, (que tout cela) passe par l'eau dans laquelle je me suis [lavé, par l'eau sale dans laquelle je me suis lavé les mains, la figurine qui me sert de substitut.
Que mon effigie porte mes péchés à ma place, que les rues et les ruelles dissolvent mm péchés, qu'une substitution ait lieu, qu'un transfert ait lieu, qu'un autre reprenne l'emprise qui m'a pris, que le lendemain m'apporte la santé, le mois prochain la [joie et l'année la fortune. Secourez-moi, ô Ea, Shamash et Marduk, pour que les envoûtements, la salive, la suie et tout mauvais sort jeté par des hommes lâchent leur prise et que la magie quitte mon corps.
Rite à exécuter : l'incantation « Je me suis lavé les mains, j'ai purifié mon corps » (est récitée) en se lavant les mains au-dessus d'une figurine servant de substitut. »

— Extrait de Maqlû, tablette VII, lignes 119-146, traduction E. Reiner.

## La mort et l’au-delà

### Les croyances sur la mort
La mort (mûtu(m)) était considérée comme une destinée vouée aux hommes par les dieux, contre laquelle on ne pouvait rien faire. L'Épopée de Gilgamesh montre qu'il est vain aux hommes d'espérer l'immortalité, réservée aux dieux, et que seuls Ut-napishtim le héros du Déluge et son épouse ont pu en bénéficier. Une fois mort, l'homme devenait un « spectre » (gidim/eṭemmu(m)), alors que son cadavre se décomposait.
Les spectres se dirigeaient normalement vers les Enfers, considérés comme étant sous la Terre. On ne sait pas exactement comment ils y accédaient, mais le fait qu'on enterrait les corps humains semble indiquer qu'on considérait que cela devait faciliter leur accès au monde d'En-bas. Par des textes mythologiques (La descente d'Inanna aux Enfers, Nergal et Ereshkigal) on apprend que les Enfers avaient une entrée située au Couchant, à l'extrême ouest du Monde, qu'on atteignait après avoir traversé une longue steppe aride, puis le fleuve Hubur sur la barque conduite par Humuṭ-tabal (« Emporte-vite »), et ensuite les sept portes des Enfers, gardées par le portier Pētū et ses serviteurs. Le monde souterrain, était appelé de diverses manières : l'« En-bas » (ki/erṣētu(m), nom de la partie inférieure du Monde), le « Pays du non-retour » (kur nu gi4/erṣētu(m) lā târi), la « Grand-ville » (uru-gal/irkallu(m)), etc. C'était le domaine de la déesse Ereshkigal, et de son époux Nergal, qui résidaient dans un palais de lapis-lazuli. D'autres divinités liées aux Enfers étaient Namtar, le « destin », Gilgamesh le juge des Enfers, ainsi que Shamash, le Dieu-Soleil qui était supposé passer sous Terre quand c'était la nuit sur Terre, à côté des nombreux dieux résidant En-bas, appelés Anunnaki aux périodes récentes.
Certains textes sont parfois utilisés pour chercher à démontrer qu'il existait chez les Anciens mésopotamiens une croyance en un jugement après la mort, mais en réalité aucun n'est suffisamment explicite sur ce point. En l'état actuel des choses il faut admettre qu'il n'y avait pas de concept de jugement en fonction des actions accomplies durant la vie. Selon des passages de certains textes littéraires tels que la Descente d'Inanna aux Enfers, le destin des morts était le même pour tous une fois parvenus dans le Monde souterrain : ils avaient une existence triste et pitoyable, mangeaient de la fange et buvaient des eaux boueuses. Néanmoins l'existence d'offrandes et de rites funéraires semble indiquer qu'il existait bien une croyance selon laquelle il y avait la possibilité d'assurer aux défunts un sort plaisant après la mort,. Les situations divergeaient donc selon les situations des morts, notamment la façon dont ils étaient décédés, s'ils avaient été inhumés suivant des rites funéraires appropriés ou pas, et les rapports entretenus avec leurs descendants vivants. Ceux qui avaient une mort infâme ne parvenaient pas aux Enfers : c'est le cas de ceux qui n'étaient pas enterrés, qui mouraient après avoir trahi les dieux ou leur roi, ou encore ceux qui mouraient sans avoir enfanté ou des femmes mortes en couches. Ceux des deux derniers groupes devenaient des démons (Lilū et Lilītu), alors que les autres erraient sur Terre et hantaient les vivants, pouvant causer des maladies. À l'inverse, les mieux lotis étaient les morts ayant eu des funérailles convenables et étant bien entretenus par leur famille, envers laquelle ils pouvaient avoir une action bénéfique en retour.

### Les rites liés à la mort
Une fois une personne morte, sa famille devait s'assurer que sa vie dans l'au-delà se déroulait bien. Il fallait d'abord procéder à des rites d'enterrement, l’ensevelissement étant la règle en Mésopotamie antique : le corps était lavé, huilé, parfumé, puis vêtu, et enterré avec certains de ses objets personnels, plus ou moins luxueux selon les moyens de la famille ; les lieux d'inhumation étaient des nécropoles extérieures à la ville, ou bien sous les résidences familiales, ou parfois, dans le sud, des marécages,. Des rites de deuil pouvaient suivre l'enterrement pendant plusieurs jours, avec notamment des chants de lamentations accomplis par des « pleureuses » (bakkītu(m) ou lallarītu).
Il était ensuite du devoir des descendants d'honorer leurs ancêtres régulièrement au cours de rituels précis de culte des ancêtres, appelés ki-a-nag en sumérien et kispu(m) en akkadien. Ils consistaient en des offrandes de nourriture, de boissons, qui se faisaient en invoquant le nom des défunts, de façon à préserver leur mémoire. Cette charge revenait en premier lieu au chef de famille, le fils aîné. Les rituels les mieux connus concernaient les défunts de la famille royale, et ceux des élites, mais ils ont manifestement existé à tous les niveaux de la société. Durant certaines périodes, le culte des morts était plus actif : on pensait que les morts revenaient des Enfers au mois d'Abu (juillet-août), et il fallait alors organiser des fêtes en leur honneur. On pensait ainsi s'attirer les faveurs des morts, et éviter d'être tourmentés par eux.
Mais quand on pensait être hanté par un défunt, il fallait se prémunir contre son action. Comme dit plus haut, un mort qui n'avait pas été bien honoré par ses descendants, ou avait connu une mort honteuse, pouvait troubler les vivants. On pensait aussi qu'un fantôme pouvait tomber sous le contrôle d'un sorcier qui s'en servait pour attaquer un ennemi. Les fantômes passaient également pour demeurer dans les espaces de steppes, et on s'attendait à en rencontrer quand on en traversait. Ces attaques étaient souvent psychologiques (apparitions), mais pouvaient aussi être physiques. Il fallait alors procéder à des rituels d'exorcisme pour repousser le fantôme, notamment en faisant une statuette de lui et en s'en débarrassant, ou bien en faisant un cercle magique, ou encore en lui procurant une sépulture correcte, ou avec des rituels-kispu(m), etc. Les morts pouvaient également être consultés par des rituels de nécromancie.

## Rayonnement, parallèles et postérité
L'influence importante qu'a exercé la culture mésopotamienne sur les autres régions du Proche-Orient ancien s'est retrouvée dans le domaine de la religion, les civilisations voisines de la Mésopotamie ayant manifestement adopté ou plus souvent adapté à leur propre culture certaines croyances et pratiques religieuses venues de Mésopotamie en même temps que d'autres aspects de sa culture lettrée. L'aspect le plus évident à repérer de cette influence est dans le domaine de la mythologie : les textes mythologiques et épiques mésopotamiens se retrouvaient dans des régions voisines (en particulier l’Épopée de Gilgamesh), et des récits mythologiques de plusieurs civilisations antiques comportent vraisemblablement des emprunts à des textes mythologiques mésopotamiens : ainsi le récit du Déluge biblique reprend manifestement celui de l’Épopée de Gilgamesh, et selon certains même des passages des textes d'Hésiode et d'Homère seraient inspirés de cette épopée ou de l'Atrahasis. Mais emprunt ou inspiration littéraire ne veut pas forcément dire que les croyances mésopotamiennes aient été adoptées, surtout quand cela concerne des thèmes mythologiques existants dans de nombreuses civilisations antiques qui ne sont probablement pas originaires de Mésopotamie. De même, si les rédacteurs de certains textes bibliques se sont certes inspirés de mythes mésopotamiens, ils les ont fondus dans le moule de leurs propres croyances (le monothéisme exclusif autour de leur dieu national Yahweh) qui sont restées radicalement différentes de (et même opposées à) celles des anciens Mésopotamiens. Il est au moins sûr que des divinités mésopotamiennes ont été adoptées par les régions voisines dès les temps les plus anciens comme l'attestent les textes d'Ebla, et ont parfois même été intégrées à la mythologie locale, comme dans le Chant de Kumarbi hourrite où se retrouvent Anu et Ea. À l'époque de l'apogée de l'influence mésopotamienne (ou plus exactement babylonienne) dans la seconde moitié du IIe millénaire av. J.-C., des textes rituels mésopotamiens étaient connus des scribes d'Ugarit ou du Hatti, qui les ont adaptés ou recopiés directement, en particulier dans le domaine de la divination.
Il ne faut pas exagérer l’impact de ces importations : elles se sont fondues dans les traditions locales auxquelles elles étaient facilement adaptées en raison de la proximité des croyances. De fait toutes les similitudes entre la religion mésopotamienne et celles des autres peuples du Proche-Orient ancien ne peuvent pas être vues sous le seul angle de l'influence de la première sur les secondes, loin de là. Il est évident que les ressemblances entre les panthéons, les mythes et les pratiques religieuses renvoient généralement au fait que ces civilisations faisaient partie d'un ensemble culturel commun. Cela est en particulier vrai pour les populations sémitiques qui présentaient des religions très semblables, mais aussi pour les populations d'autres origines (Sumériens, Hourrites, civilisations d'Anatolie) en raison des liens culturels forts qu'elles entretenaient, sans nier leurs originalités. On comprend que dans ce contexte il est vraisemblable que la mythologie mésopotamienne ait elle-même reçu des influences extérieures. De ce fait, l'étude des rapports culturels entre ces civilisations s'oriente de plus en plus vers une prise en compte de ce contexte proche-oriental antique et des approches comparatistes, en se posant moins la question de la prééminence culturelle de la Mésopotamie (même si elle est réelle dans bien des cas), en particulier dans le cadre des comparaisons avec les textes bibliques.
Après la disparition de la civilisation mésopotamienne antique, son héritage culturel fut transmis aux différentes civilisations qui lui succèdent par différents canaux. Le Judaïsme, en particulier celui des communautés de Babylonie mais aussi en Palestine, présente diverses influences mésopotamiennes (notamment dans le domaine de la divination et de la magie), et des survivances de croyances et pratiques religieuses de la Mésopotamie antique se retrouvent dans les communautés gnostiques de l'Iraq de l'Antiquité tardive (comme les Mandéens) et plus tard durant les premiers siècles de l'époque islamique (notamment dans la communauté des Sabéens de Harran, jusqu'au Xe siècle). Mais c'est plus par leur influence sur certains textes bibliques que les croyances mésopotamiennes ont eu une postérité. Finalement, ces survivances sont maigres, car elles concernent des aspects limités de la religion mésopotamienne qui ont de plus été réappropriés par les cultures qui s'en sont inspirés. Il apparaît donc que les principaux aspects de la religion mésopotamienne ont disparu avec la fin des grands temples mésopotamiens et de la tradition cunéiforme qu'ils entretenaient, jusqu'à leur redécouverte au XIXe siècle.

### Sources
- (en) James B. Pritchard (dir.), Ancient Near Eastern Texts Relating to Old Testament, Princeton, Princeton University Press, 1969
- Marie-Joseph Seux, Hymnes et prières aux dieux de Babylonie et d'Assyrie, Paris, Le Cerf, coll. « Littératures anciennes du Proche-Orient », 1976
- René Labat, « Les grands textes de la pensée babylonienne », dans René Labat, André Caquot, Maurice Sznycer et Maurice Vieyra, Les religions du Proche-Orient asiatique, Textes babyloniens, ougaritiques, hittites, Paris, Fayard, 1970, p. 1-349
- Samuel N. Kramer, L'histoire commence à Sumer, Paris, Arthaud, 1986
- Jean Bottéro et Samuel N. Kramer, Lorsque les dieux faisaient l'Homme, Paris, Gallimard, coll. « NRF », 1989
- (en) William W. Hallo (dir.), The Context of Scripture, Leyde et Boston, Brill, 2003
- (en) Jeremy Black, Graham Cunningham, Eleanor Robson et Gábor Zólyomi, Literature of Ancient Sumer, Oxford, Oxford University Press, 2004
- (en) Benjamin R. Foster, Before the Muses: an Anthology of Akkadian Literature, Bethesda, CDL Press, 2005

### Civilisation mésopotamienne
- (en) John Nicholas Postgate, Early Mesopotamia : Society and Economy at the Dawn of History, Londres et New York, Routledge, 1992
- (en) Jack M. Sasson (dir.), Civilizations of the Ancient Near East, New York, Scribner, 1995
- Francis Joannès (dir.), Dictionnaire de la civilisation mésopotamienne, Paris, Robert Laffont, coll. « Bouquins », 2001
- Pierre Bordreuil, Françoise Briquel-Chatonnet et Cécile Michel (dir.), Les débuts de l'histoire : Le Proche-Orient, de l’invention de l’écriture à la naissance du monothéisme, Paris, Éditions de la Martinière, 2008
- (en) Karen Radner et Eleanor Robson (dir.), The Oxford Handbook of Cuneiform Culture, Oxford, Oxford University Press, 2011
- (en) Mario Liverani, The Ancient Near East : History, society and economy, Londres et New York, Routledge, 2014
- Bertrand Lafont, Aline Tenu, Philippe Clancier et Francis Joannès, Mésopotamie : De Gilgamesh à Artaban (3300-120 av. J.-C.), Paris, Belin, coll. « Mondes anciens », 2017

### Introductions sur la religion mésopotamienne
- (en) Thorkild Jacobsen, « Mesopotamian Religion: An Overview », dans Mircea Eliade (dir.), The Encyclopedia of Religion vol. 9, New York, Macmillan, 1987
- Daniel Arnaud, « Les religions de la Mésopotamie », dans Frédéric Lenoir et Ysé Tardan-Masquelier (dir.), Encyclopédie des Religions, 1. Histoire, Paris, Bayard, 1997, p. 55-71
- (en) Benjamin R. Foster, « Mesopotamia », dans John R. Hinnells (dir.), A Handbook of Ancient Religions, Cambridge, Cambridge University Press, 2007 (lire en ligne), p. 161-213
- (de) Annette Zgoll, « Religion. A. In Mesopotamien », dans Reallexicon der Assyriologie und Vorderasiatischen Archäologie, vol. XI (5/6), Berlin, De Gruyter, 2007, p. 323-333
- (en) Michael J. Seymour, « Mesopotamia », dans Timothy Insoll (dir), The Oxford Handbook of the Archaeology of Ritual and Religion, Oxford, Oxford University Press, 2011, p. 775–794
- (en) Beate Pongratz-Leisten, « Mesopotamia », dans Barbette Stanley Spaeth (dir.), The Cambridge companion to ancient Mediterranean religions, Cambridge, Cambridge University Press, 2013, p. 33-54
- (en) Nicole Brisch, « Ancient Mesopotamian Religion », dans Daniel C. Snell (dir.), A Companion to the Ancient Near East, Hoboken, Wiley Blackwell, 2020, 2e éd., p. 321-337

### Études sur la religion mésopotamienne
- Édouard Dhorme, Les religions de Babylonie et d'Assyrie, Paris, Presses Universitaires de France, 1945
- (en) Thorkild Jacobsen, The Treasures of Darkness : A History of Mesopotamian Religion, New Haven, Yale University Press, 1976
- Jean Bottéro, Mésopotamie, L'écriture, la raison et les dieux, Paris, Gallimard, coll. « Folio Histoire », 1997 (1re éd. 1987)
- Jean Bottéro, La plus vieille religion : en Mésopotamie, Paris, Gallimard, coll. « Folio Histoire », 1998
- (en) Jeremy Black et Anthony Green, Gods, Demons and Symbols of Ancient Mesopotamia, Londres, British Museum Press, 1998
- Jean-Claude Margueron, « Sanctuaires sémitiques », dans Jacques Briend et Édouard Cothenet (dir.), Supplément au Dictionnaire de la Bible fasc. 64 B-65, Letouzey et Ané, 1991, col. 1104-1258
- (de) Manfred Krebernik, Götter und Mythen des Alten Orients, Münich, C. H. Beck, 2012
- (en) Ivan Hrůša, Ancient Mesopotamian Religion : A Descriptive Introduction, Münster, Ugarit-Verlag, 2015
- Dominique Charpin, La vie méconnue des temples mésopotamiens, Paris, Collège de France - Les Belles Lettres, 2017 (ISBN 9782251446714)